# جعفر صادق
جعفر صادق (به عربی: ابو عبدالله جعفر بن محمدٍ الصّادق ۱۷ ربیع‌الاول ۸۳ – ۲۵ شوال ۱۴۸ ه‍.ق) با کنیه ابوعبدالله و لقب صادق، معروف به امام جعفر صادق یا به اختصار امام صادق؛ امام ششم شیعیان دوازده امامی قبل از پسرش موسی کاظم، و امام پنجم شیعیان اسماعیلی قبل از پسرش اسماعیل بن جعفر است. او به جهت جایگاه ویژه علمی نزد شیعه، به رئیس مذهب جعفری و همین‌طور رئیس مذهب شیعه مشهور شده‌است. نسب وی از جانب پدر به علی بن ابی‌طالب، و از جانب مادرش اُم‌فَروه به ابوبکر می‌رسد.
دوران امامت وی مصادف با شورش‌های متعدد و سرنگونی بنی امیه و روی کار آمدن بنی عباس بود. از جمله قیام زید بن علی بن حسین (درگذشت: ۱۲۲ق–۷۴۰م)، قیام ابومسلم خراسانی (درگذشت: ۱۳۱ق-۷۴۹م) و قیام محمد بن عبدالله نفس زکیه (درگذشت: ۱۴۵ق-۷۶۳م) که صادق در هیچ‌یک از آنها دخالت نکرد و سیاست بی طرفیِ پدر و پدربزرگش را ادامه داد.
صادق تقریباً تمامِ ۶۵ سال عمر خود را که بالاترین عمر در میان امامان شیعه است، در مدینه گذراند و در سفرهای محدودی، پدرش محمد باقر را همراهی می‌کرد. در یکی از این سفرهایی که به قصد حج صورت گرفت، صادق در دفاع از امامت پدرش سخنرانی کرد که موجب بدگمانی هشام بن عبدالملک — خلیفه وقت — و باعث احضار او و پدرش به شام شد. بعد از روی کار آمدن عباسیان، آنان بر شیعیان که در کنار آنها علیه امویان جنگیده بودند، سخت گرفتند. صادق به رغم اعمال سیاست بی‌طرفی، از سوء ظن عباسیان مصون نماند. منصور عباسی که به او بدگمان شده‌بود او را به عراق فراخواند. صادق در ابتدا با نقل حدیثی از پیامبر از زیر بار اطاعت دستور منصور شانه خالی کرد، اما بعداً مجبور شد برای مدتی کوتاه در عراق زیر نظر خلیفه به سر ببرد. او مدتی کوتاه را در بغداد گذراند، و توانست خلیفه را قانع کند تا برای او خطری ندارد، و با جلب نظر خلیفه به مدینه بازگردد. صادق هم عصر با ده تن از خلفای اموی — از عبدالملک بن مروان تا مروان بن محمد، و دو تن از خلفای عباسی — سَفّاح و منصور — بود. بر طبق گزارش‌هایی در منابع تاریخی شیعه و سنی، جعفر صادق به دستور منصور مسموم شد و بر اثر این مسمومیت درگذشت. او را در کنار پدرش در قبرستان بقیع دفن کردند. منابع دیگری از اهل سنت، با دید تردید به این گزارش‌ها نگریسته‌اند.
صادق در مدرسه‌ای که بیش از ۴۰۰۰ شاگرد را در خود تربیت کرده بود، نفوذ و شهرت زیادی کسب کرد، که همین امر موجبات سوء ظن حکومت را فراهم می‌کرد. از میان این شاگردان می‌توان ابوحَنیفه و مالک بن اَنَس، بنیان‌گذاران دو مکتب فقهی اهل سنت، حَنَفیه و مالکیه را نام برد. فقه شیعه بعد از جعفر صادق به فقه جعفری معروف شد، به این دلیل که احکام فقهی جعفر مهم‌ترین منبع قوانین فقهی فقه شیعه تلقی شد. در همین راستا، کتاب‌های بسیاری به صادق منسوب شد که در انتساب بیشتر آنها تردیدهای جدی وجود دارد. به گزارش منابع شیعی، بیشترین روایات در منابع حدیثی شیعه، از جعفر صادق گزارش شده‌است.
مسئله جانشینی بعد از جعفر صادق زمینه گسست بین شیعیان را فراهم کرد. در این میان، برخی به امامت پسر صادق، اسماعیل که قبل از پدرش درگذشت، معتقد شدند و به اسماعیلیه شهرت یافتند. گروه دیگری که سومین پسر صادق، موسی کاظم را امام بعدی می‌دانند به نام شیعه جعفری، امامیه یا شیعه دوازده‌امامی معروف شدند.

## تبار
پدرِ جعفر صادق، محمد بن علی بن حسین بن علی بن ابی‌طالب ملقب به محمد باقر، امامِ پنجم شیعیان دوازده‌امامی است. خاندان پدری صادق به شاخه علویان حسینی می‌رسد و چون از حسین بن علی تنها یک فرزند به جای ماند، سادات حسینی نسبت به سادات حسنی در اقلیت قرار گرفتند. همچنین تنها نسل باقی مانده از محمد باقر متعلق به جعفر صادق است و از این جهت صادق از موقعیت ویژه نزد علویان برخوردار بود و همچنین شیخ بنی‌هاشم خوانده می‌شد.

منابع نام مادرش را فاطمه یا قریبه و کنیه‌اش را «اُمِّ فَروَه» گزارش کرده‌اند. مادرِ ام فروه، دختر قاسم بن محمد بن ابی‌بکر است. مادربزرگِ مادری صادق، اسماء دختر عبدُالرَّحمٰن بن ابی‌بَکر بود. ازاین‌رو در روایتی از صادق آمده‌است که ابوبکر دو بار در تولدش شرکت داشته‌است. بدین سبب ابن خَرَّبوذ صادق را «اِبنُ الْمُکّرَّمة» نامیده‌است. بنابراین، صادق از جانب پدر، نوهٔ نوهٔ علی بن ابی‌طالب و از جانب مادر، نوهٔ نوهٔ ابوبکر است. بر این اساس صادق نخستین امام شیعیان است که هم از نسل ابوبکر، نخستین خلیفهٔ راشِدین، و هم از نسل علی بن ابی‌طالب، اولین امام شیعیان، است. پدربزرگ مادری صادق، قاسم بن محمد بن ابی‌بکر نیز به‌عنوان محدثی مشهور، مورد احترام مردم مدینه بود. همچنین مادربزرگ پدری او — همسر سجاد — فاطمه اُمِّ عبدالله است که فرزند حسن مجتبی، امام دوم شیعیان بود. بدین ترتیب، پدر او هم از سمت مادر و هم از سوی پدر از نسل علی بن ابی‌طالب است.
| \| \| \| \| \| \| \| \| \| \| \| ۸. حسین بن علی \| \| \| \| \| \| \| \| \| \| \| \| \| \| \| \| \| \| \| \| \| \| \| \| \| \| \| \| \| \| \| \| \| \| \| \| \| \| \| \| \| \| \| \| \| \| \| \| \| \| \| ۴. سجاد \| \| \| \| \| \| \| \| \| \| \| \| \| \| \| \| \| \| \| \| \| \| \| \| \| \| \| \| \| \| \| \| \| \| \| \| \| \| \| \| \| \| \| \| \| \| \| \| \| \| \| \| \| \| \| \| \| \| \| \| ۹. شهربانو \| \| \| \| \| \| \| \| \| \| \| \| \| \| \| \| \| \| \| \| \| \| \| \| \| \| \| \| \| \| \| \| \| \| \| \| \| \| \| \| \| \| \| \| \| \| \| \| \| \| \| \| \| \| \| \| \| \| \| \| ۲. محمد باقر \| \| \| \| \| \| \| \| \| \| \| \| \| \| \| \| \| \| \| \| \| \| \| \| \| \| \| \| \| \| \| \| \| \| \| \| \| \| \| \| \| \| \| \| \| \| \| \| \| \| \| \| \| \| \| \| \| \| \| \| ۱۰. حسن بن علی \| \| \| \| \| \| \| \| \| \| \| \| \| \| \| \| \| \| \| \| \| \| \| \| \| \| \| \| \| \| \| \| \| \| \| \| \| \| \| \| \| \| \| \| \| \| \| \| \| \| \| \| \| \| \| \| \| \| \| \| ۵. فاطمه بنت حسن \| \| \| \| \| \| \| \| \| \| \| \| \| \| \| \| \| \| \| \| \| \| \| \| \| \| \| \| \| \| \| \| \| \| \| \| \| \| \| \| \| \| \| \| \| \| \| \| \| \| \| \| \| \| \| \| \| \| \| \| ۱۱. ام اسحاق \| \| \| \| \| \| \| \| \| \| \| \| \| \| \| \| \| \| \| \| \| \| \| \| \| \| \| \| \| \| \| \| \| \| \| \| \| \| \| \| \| \| \| \| \| \| \| \| \| \| \| \| \| \| \| \| \| \| \| \| ۱. جعفر صادق \| \| \| \| \| \| \| \| \| \| \| \| \| \| \| \| \| \| \| \| \| \| \| \| \| \| \| \| \| \| \| \| \| \| \| \| \| \| \| \| \| \| \| \| \| \| \| \| \| \| \| \| \| \| \| \| \| \| \| \| ۱۲. محمد بن ابوبکر \| \| \| \| \| \| \| \| \| \| \| \| \| \| \| \| \| \| \| \| \| \| \| \| \| \| \| \| \| \| \| \| \| \| \| \| \| \| \| \| \| \| \| \| \| \| \| \| \| \| \| \| \| \| \| \| \| \| \| \| ۶. قاسم بن محمد \| \| \| \| \| \| \| \| \| \| \| \| \| \| \| \| \| \| \| \| \| \| \| \| \| \| \| \| \| \| \| \| \| \| \| \| \| \| \| \| \| \| \| \| \| \| \| \| \| \| \| \| \| \| \| \| \| \| \| \| \| \| \| \| \| \| \| \| \| \| \| \| \| \| \| \| \| \| \| \| \| \| \| \| \| \| \| \| \| \| \| \| \| \| \| \| \| \| \| \| \| \| \| \| \| \| \| \| \| \| \| \| \| \| \| \| \| \| \| \| ۳. ام فروه \| \| \| \| \| \| \| \| \| \| \| \| \| \| \| \| \| \| \| \| \| \| \| \| \| \| \| \| \| \| \| \| \| \| \| \| \| \| \| \| \| \| \| \| \| \| \| \| \| \| \| \| \| \| \| \| \| \| \| \| ۱۴. عبدالرحمان بن ابوبکر \| \| \| \| \| \| \| \| \| \| \| \| \| \| \| \| \| \| \| \| \| \| \| \| \| \| \| \| \| \| \| \| \| \| \| \| \| \| \| \| \| \| \| \| \| \| \| \| \| \| \| \| \| \| \| \| \| \| \| \| ۷. اسماء بنت عبدالرحمان \| \| \| \| \| \| \| \| \| \| \| \| \| \| \| \| \| \| \| \| \| \| \| \| \| \| \| \| \| \| \| \| \| \| \| \| \| \| \| \| \| \| \| |                          |  |  |  |  |  |  |  |  |                |  |  |  |
| |                          |  |  |  |  |  |  |  |  | ۸. حسین بن علی |  |  |  |
| |                          |  |  |  |  |  |  |  |  |                |  |  |  |
| |                          |  |  |  |  |  |  |  |  |                |  |  |  |
| |                          |  |  |  |  |  |  |  |  |                |  |  |  |
| | ۴. سجاد                  |  |  |  |  |  |  |  |  |                |  |  |  |
| |                          |  |  |  |  |  |  |  |  |                |  |  |  |
| |                          |  |  |  |  |  |  |  |  |                |  |  |  |
| |                          |  |  |  |  |  |  |  |  |                |  |  |  |
| | ۹. شهربانو               |  |  |  |  |  |  |  |  |                |  |  |  |
| |                          |  |  |  |  |  |  |  |  |                |  |  |  |
| |                          |  |  |  |  |  |  |  |  |                |  |  |  |
| |                          |  |  |  |  |  |  |  |  |                |  |  |  |
| | ۲. محمد باقر             |  |  |  |  |  |  |  |  |                |  |  |  |
| |                          |  |  |  |  |  |  |  |  |                |  |  |  |
| |                          |  |  |  |  |  |  |  |  |                |  |  |  |
| |                          |  |  |  |  |  |  |  |  |                |  |  |  |
| | ۱۰. حسن بن علی           |  |  |  |  |  |  |  |  |                |  |  |  |
| |                          |  |  |  |  |  |  |  |  |                |  |  |  |
| |                          |  |  |  |  |  |  |  |  |                |  |  |  |
| |                          |  |  |  |  |  |  |  |  |                |  |  |  |
| | ۵. فاطمه بنت حسن         |  |  |  |  |  |  |  |  |                |  |  |  |
| |                          |  |  |  |  |  |  |  |  |                |  |  |  |
| |                          |  |  |  |  |  |  |  |  |                |  |  |  |
| |                          |  |  |  |  |  |  |  |  |                |  |  |  |
| | ۱۱. ام اسحاق             |  |  |  |  |  |  |  |  |                |  |  |  |
| |                          |  |  |  |  |  |  |  |  |                |  |  |  |
| |                          |  |  |  |  |  |  |  |  |                |  |  |  |
| |                          |  |  |  |  |  |  |  |  |                |  |  |  |
| | ۱. جعفر صادق             |  |  |  |  |  |  |  |  |                |  |  |  |
| |                          |  |  |  |  |  |  |  |  |                |  |  |  |
| |                          |  |  |  |  |  |  |  |  |                |  |  |  |
| |                          |  |  |  |  |  |  |  |  |                |  |  |  |
| | ۱۲. محمد بن ابوبکر       |  |  |  |  |  |  |  |  |                |  |  |  |
| |                          |  |  |  |  |  |  |  |  |                |  |  |  |
| |                          |  |  |  |  |  |  |  |  |                |  |  |  |
| |                          |  |  |  |  |  |  |  |  |                |  |  |  |
| | ۶. قاسم بن محمد          |  |  |  |  |  |  |  |  |                |  |  |  |
| |                          |  |  |  |  |  |  |  |  |                |  |  |  |
| |                          |  |  |  |  |  |  |  |  |                |  |  |  |
| |                          |  |  |  |  |  |  |  |  |                |  |  |  |
| |                          |  |  |  |  |  |  |  |  |                |  |  |  |
| |                          |  |  |  |  |  |  |  |  |                |  |  |  |
| |                          |  |  |  |  |  |  |  |  |                |  |  |  |
| |                          |  |  |  |  |  |  |  |  |                |  |  |  |
| | ۳. ام فروه               |  |  |  |  |  |  |  |  |                |  |  |  |
| |                          |  |  |  |  |  |  |  |  |                |  |  |  |
| |                          |  |  |  |  |  |  |  |  |                |  |  |  |
| |                          |  |  |  |  |  |  |  |  |                |  |  |  |
| | ۱۴. عبدالرحمان بن ابوبکر |  |  |  |  |  |  |  |  |                |  |  |  |
| |                          |  |  |  |  |  |  |  |  |                |  |  |  |
| |                          |  |  |  |  |  |  |  |  |                |  |  |  |
| |                          |  |  |  |  |  |  |  |  |                |  |  |  |
| | ۷. اسماء بنت عبدالرحمان  |  |  |  |  |  |  |  |  |                |  |  |  |
| |                          |  |  |  |  |  |  |  |  |                |  |  |  |
| |                          |  |  |  |  |  |  |  |  |                |  |  |  |

## نام و القاب
امام ششم شیعیان دوازده‌امامی، نامش «جعفر» و کنیهٔ مشهورش «ابوعبدالله» است که برگرفته از نام فرزند دومش، عبدالله اَفطَح است. دومین کنیهٔ معروفش «ابواسماعیل» است که از نام فرزند بزرگش، اسماعیل گرفته شده‌است. «ابوموسی» — که از نام فرزند دیگرش موسی کاظم گرفته شده — کمتر شهرت دارد. «صادق» در میان القابش معروف‌ترین است. دیگر القابش، عادِل، صابِر، طاهِر، فاضِل، قاهِر، تامّ، کامِل و مُنجی است.

### صادق
لقب «صادق» به‌معنای «راستگو» است. به‌نوشته سید جعفر شهیدی، علت اطلاق این لقب بدو آن است که مُحَدِّثان و فقیهان روزگارش — که عموماً شیعه نبودند — او را به درستی و صداقت در نقل حدیث می‌ستودند. ابن خَلِّکان علت این لقب را راستی در گفتارِ صادق می‌داند. به‌نوشته احمد پاکتچی، مشهورترین روایتی که دربارهٔ علتِ اطلاقِ لقب «صادق» به امام ششم، روایتی از پیامبر اسلام مبنی بر نامیدنِ فرزندِ امام پنجم به لقب «صادق» است، و علتش به‌دنیا آمدنِ جعفرِ دیگری در نسل او بیان شده که کَذّاب است و او را «جعفر کَذّاب» می‌نامند. ابوالْفَرَج اصفهانی دلیل شهرت «صادق» را تحقّقِ پیش‌بینی جعفر در قتلِ نَفْسِ زَکیّه عنوان می‌کند که سبب شد منصور عباسی پس از دستیابی به حکومت، جعفر را «صادق» بنامند و پس از آن بدین لقب شهرت پیدا کرد.

## سرگذشت
به‌نوشتهٔ کُلِیْنی، صادق با ۶۵ سال عمر، طولانی‌ترین زندگی را در میان امامان شیعه داشت. او تمام دورهٔ زندگیش را در مدینه گذراند و تنها برای حَجّ یا برخی الزامات سیاسی، سفرهای کوتاهی به مکّه یا عراق داشت. دوران زندگی صادق مصادف با ده تن از خلفای اموی به نام‌های عبدُالْمَلِک بن مَروان، وَلید بن عبدالملک (ولید اول)، سلیمان بن عبدالملک، عمر بن عبدُالْعَزیز، یزید دوم، هُشام بن عبدالملک، ولید دوم، یزید سوم، ابراهیم بن ولید، مروان دوم و دو تن از خلفای عباسی به نام‌های سَفّاح و منصور بود.

### تولد تا مرگ پدر
در تاریخ دقیق تولد صادق تردیدهایی وجود دارد، اما بیشتر منابع سال ۸۳ ه‍.ق را سال ولادت او ذکر کرده‌اند. برخی منابع چون کشف الغمه و اثبات الوصیه، سال ۸۰ ه‍.ق را برای ولادتش گزارش کرده‌اند. روز تولد صادق در منابع متقدم ذکر نشده‌است اما از قرن ششم ه‍.ق ۱۷ ربیع‌الاول سال ۸۳ ه‍.ق برای این مناسبت ثبت شده‌است و بعداً همین تاریخ در میان اقوال متاخرین معروف شد. برخی چون ابن خلکان و شیروانی هشتم رمضان را تاریخ ولادت او گزارش کرده‌اند.
از «ام‌داود» به عنوان مادر رضاعی صادق یاد می‌شود که علاوه بر پسرش داود، به صادق نیز شیر می‌داده‌است. صادق در طول چهارده سال اولیه زندگی، شاهد امامت پدربزرگش زین العابدین بر شیعیان و کناره‌گیری او از صحنه درگیری‌های سیاسی بود. با وجود پیروان اندکِ زین العابدین، اما صادق شاهد احترام و عزت او در نزد مردم و فقیهان زمانه بود. در سال‌های بعد، صادق پدرش باقر را در سفرهایی به منظور انجام مناسک حج همراهی می‌کرد. بنا به روایاتی که در کتاب کافی آمده‌است، پدر صادق برخی پرسش‌های شیعیان را به او ارجاع می‌داد تا پاسخ‌گوی آنها باشد. او در یکی از سفرهای حج، که در آن پدر را همراهی می‌کرد، در دفاع از امامت پدرش سخنرانی کرد. این اقدام او موجب بدگمانی هشام — خلیفه وقت — شد و او را به همراه پدر به دمشق — مرکز خلافت — احضار کرد. به نوشته رسول جعفریان، هشام برای تحقیر آنها، سه روز آنها را به حضور نپذیرفت. جعفر صادق در سال ۱۱۴ ه‍.ق در حالی که ۳۱ سال سن داشت، پدرش را از دست داد و عهده‌دار مقام امامت شد.

### در عصر امویان
صادق پس از مرگ پدرش در سال ۱۱۴ ه‍.ق تا سال ۱۳۲ ه‍.ق در عصر امویان زیست می‌کرد. از این بازه زمانی، حدود یازده سال بین سال‌های ۱۱۴ تا ۱۲۵ ه‍.ق مصادف با حکومت هشام بن عبدالملک گذشت. در سال‌های آخر حکومت هشام قیام‌های متعددی رخ داد که بیشتر با انگیزه مذهبی صورت می‌گرفت. قیام زید بن علی، عبدالله بن محمد باقر، یحیی بن زید، عبیدالله بن اعرج بن حسین — به ترتیب عمو، برادر و پسرعموهای صادق — از این دست قیام‌ها بودند. با وجود علاقه شخصی به سران این قیام‌ها و رسیدگی او به بازماندگان این قیام‌ها، اما او با اصل این قیام‌ها موافق نبود. صادق حتی نسبت به قیام پسران عبدالله بن حسن ابراز مخالفت کرد و آن را فتنه نامید. دستگاه اموی نیز که از مخالفت‌های صادق با این قیام‌ها مطلع بود، پس از سرکوب آنها به صادق آسیبی نرساند. با این وجود برخی منابع تاریخی از جمله ابن اثیر گزارش‌هایی را از جعفر صادق در خصوص تشویق به همکاری با زید بن علی در قیامش را عنوان کرده‌اند که در مقابل، منابع متقدم گزارش‌هایی در موضوع پرهیز دادن شیعیان از جانب صادق نسبت به این قیام نقل کرده‌اند. عدم شراکت یاران صادق در قیام زید — به جز مواردی نادر — از دیگر دلایلِ عدمِ حمایت صادق از این قیام برشمرده شده‌است. در خلال گفتگوهای نظری پیرامون این قیام بود که شاخه زیدی از مذهب تشیع نسبت به شاخه شیعه دوازده‌امامی متمایز شد. پس از مرگ هشام در فاصله سال‌های ۱۲۵ تا ۱۳۲ ه‍.ق که هفت سال پایانی حکومت امویان را شامل می‌شد، به دلیل تزلزل حکومت، چهار خلیفه در فاصله زمانی‌های کوتاهی تغییر کردند که عبارتند از: ولید دوم، یزید سوم، ابراهیم بن ولید و مروان دوم.

### در عصر عباسیان
پس از انقراض سلسله اموی در سال ۱۳۲ ه‍.ق عباسیان به حکومت رسیدند. عباسیان با شعار «بازگرداندن حکومت به اهل بیت» علیه امویان قیام کردند. از آنجا که مصداق «اهل بیت» بیش از آنکه «خاندان عباس» عموی محمد را شامل شود، «آل علی» را شامل می‌شد؛ جعفر صادق برای در مضان احراز منصب خلافت بودن، نگرانی‌هایی را برای عباسیان برمی‌انگیخت. با این وجود فعالیت علمی و اجتماعی صادق در ۱۶ سال حکومتِ دو خلیفه نخست عباسی بدون توقف ادامه پیدا کرد که نشان از احتیاط صادق در فعالیت‌های سیاسی و اجتماعی‌اش داشت. روابط صادق با خلفای عباسی، هرچند سرد، اما غیرخصمانه توصیف شده‌است. طبری در تاریخش، وصلت محمد پسرِ ابراهیم امام — فرزند رهبر جنبش عباسیان — با فاطمه دختر صادق را به عنوان یک وصلت خانوادگی در بین جعفر صادق و عباسیان گزارش می‌کند. تمجید از جعفر صادق توسط عباسیان و وجود برخی از عباسیان در میان اصحاب جعفر صادق، به عنوان نشانه‌های دیگری از ارتباط غیرخصمانه جعفر صادق با عباسیان داشته‌است.
به گزارش دانشنامهٔ جهان اسلام، بعد از بر سر کار آمدن عباسیان و انقراض امویان، شیعیانی که تا پیش از آن در کنار سران عباسی در مبارزه با امویان می‌جنگیدند، مورد غضب عباسیان قرار گرفتند. دلیل این تغییر منش عباسیان، وجود گمان بد به جعفر صادق به جهت باور شیعه نسبت به مقام امامت و رهبری او نسبت به امت اسلامی بود. شیعیان مقام امامت را مقامی الهی از جانب خدا برای جعفر صادق می‌دانستند. وجود پیروان فراوان در میان شاگردان جعفر صادق و گسترش تعداد شیعیان در عصر عباسی، از دیگر نگرانی‌های عباسیان بود که سبب این تغییر شد. پرداخت وجوه شرعی فراوان به جعفر صادق، از دیگر نگرانی‌های عباسیان نسبت به جعفر صادق بود. به گزارش شیخ مفید داود بن علی بن عباس — والی وقت مدینه — به سال ۱۳۳ ه‍.ق بخشی از اموال صادق را مصادره کرد و معلی بن خنیس، یکی از یاران جعفر صادق را به قتل رسانید. بر مبنای روایت دیگری از کتاب «القاب الرسول و عترته»، داود قصد داشت تا صادق را نیز به قتل رساند اما اندکی بعد از دنیا رفت و موفق به این امر نشد. در سال ۱۳۴ ه‍.ق بسام بن ابراهیم علیه عباسیان شورش کرد و به صادق پیشنهاد داد برایش از اهل خراسان بیعت بگیرد اما صادق این حرکت بسام را تلقی به توطئه کرد و خلیفه را از نیت او آگاه کرد. همچنین ابوالخطاب اسدی که دربارهٔ صادق غلو می‌کرد با انتصاب خود به او در حدود سال ۱۳۸ ه‍.ق در کوفه دست به قیام زد اما صادق نسبت به او اعلام بیزاری کرد. در سال‌های آغازین حکومت منصور با وجود انتقاد صادق از جباریت و دنیاطلبی خلیفه، صلح نسبی بین آنها برقرار بود. با این وجود صادق همواره از جانب حکومت تحت نظر بود. در اواخر سال ۱۴۴ ه‍. ق، منصور در ضمن زیارت حج با صادق دیدارهایی داشته‌است و در ضمن وقوف به نفوذ و شهرت او در مدینه، به او اتهام تمرّد و توطئه زده در صدد قتلش برآمده‌است اما ظاهرا صادق موفق شده‌است از خود رفع اتهام کند. جعفر صادق پس از قیام نفس زکیه در سال ۱۴۵ ه‍.ق از مدینه خارج شد و راهی «فرع» در حومه شهر شد و تنها پس از شکست نفس زکیه به مدینه برگشت. جعفر صادق پیش از شکست نفس زکیه خطاب به سفیر او عبدالله بن حسن که برای جلب حمایت صادق نزدش آمده بود، از عواقب قیام بیم داده بود. عیسی بن موسی عباسی پس از سرکوب قیام و مصادره اموال، بخشی از از اموال صادق را هم مصادره کرد که بعدها توسط مهدی عباسی به صادق بازگردانده شد.
در دوران حکومت منصور، صادق به همراه چند تن از اشخاص مطرح مدینه به بغداد — مرکز خلافت وقت — به این منظور که خلیفه بتواند از نزدیک آن‌ها را زیر نظر داشته باشد، فراخوانده شد. با وجود این فراخوان، اما صادق ترجیح داد در مدینه بماند و با نقل حدیثی از پیامبر اسلام به تصمیمش وجاهت بخشید. بر اساس حدیثی که صادق به آن استناد کرده‌بود، مردی که برای طلب معاش به دیار دیگری مهاجرت کند به هدفش خواهد رسید اما کسی که در کنار خانواده‌اش بماند، زندگانی طولانی‌تری خواهد داشت. بعد از شکست و مرگ نفس زکیه در سال ۱۴۵ ه‍.ق صادق پذیرش فراخوان منصور برای رفتن به بغداد را معقول‌تر دید و آن را پذیرفت. او مدتی کوتاه را در بغداد گذراند و توانست خلیفه را قانع کند تا برای او خطری ندارد و با جلب نظر خلیفه به مدینه بازگردد. این زندگی آرام اما برای همیشه دوام نداشت. بنابر گزارش کلینی، والی مدینه از منصور دستور گرفته بود تا خانه صادق را آتش بزند. در این حادثه آسیبی به جعفر صادق وارد نشد. به گزارش پاکتچی، این روایت که منصور از والی خود در مدینه خواست تا خانه صادق را آتش بزند، به این دلیل که والی مذکور در این روایت، حسن بن زید علوی ثبت شده‌است و وی از سال ۱۵۰ تا ۱۵۵ ه‍.ق — یعنی دو سال پس از درگذشت صادق — حکومت می‌کرد، قابل اتکاء نیست. صادق همچنین به منظور اینکه ارتباط کمتری با پیروانش داشته باشد زیر نظارت شدید بود و گهگاهی نیز به زندان می‌افتاد.

## امامت
دوران جعفر صادق از لحاظ سیاسی و همین‌طور تنوع عقاید دینی، اهمیت زیادی داشت. بر طبق روایاتی که شیخ مفید و شیخ طبرسی نقل کرده‌اند، وصیت باقر مبنی بر جانشینیِ صادق، وصیتی آشکار — به عربی: جلی — بوده‌است و از آنجا که وی فرزند ارشد محمد باقر بود، در خصوص جانشینی پدر رقابتی در بین فرزندانِ پدرش رخ نداد. به هر روی، امامت صادق در سال ۱۱۴ ه‍.ق در سن ۳۱ سالگی و مصادف با اواخر دوران حکومت بنی‌امیه آغاز گردید؛ دوره‌ای که شورش‌های فراوانی از جانب شیعیان و غیر شیعیان به خود دید که عاقبت منجر به شکست خونین بنی‌امیه توسط عباسیان شد. صادق اما به همان سیاست پدر و پدربزرگش ادامه داد و نقشی در این شورش‌ها ایفا نکرد. به‌علاوه از شورش زیدی‌ها که اطراف زید بن علی گرد آمده و مورد حمایت معتزله و محدثان مدینه و کوفه بودند دوری می‌کرد. همچنین از شورش محمد بن عبدالله که ملهم از کیسانی‌ها بودند حمایت نکرد. بر همین اساس صادق هیچ نقشی در سرنگونی امویان توسط عباسیان نداشت. صادق همچنین خطاب به پیکِ ابوسلمه، که از او خواسته بود به حضورش برود و با اعلام امامت، بیعت مردم خراسان را بپذیرد؛ پس از سوزاندن نامه ابوسلمه، گفت: «آنچه را دیدی با اربابت در میان بگذار». بر اساس گزارش‌هایی، صادق در هنگام سوزاندن نامه ابوسلمه وضعیت و زمان وقت را زمان آل محمد ندانست. صادق، دیگر تقاضاهای کمک را نیز رد می‌کرد و خودش ادعایی از حکومت نداشت. او در این خصوص گفته‌است که هر چند به عنوان امام منتخب، رهبری امت اسلامی را عهده‌دار است اما ادعای حکومت بر مسلمین را به کسی تحمیل نخواهد کرد. امامت صادق مصادف با دوران بحرانیِ انتقال قدرت از بنی امیه به بنی عباس بود و آن دسته از شیعیان پدرش که شیوه امامتِ غیرنظامی صادق را ترجیح می‌دادند از او پیروی کردند. قبل از صادق اکثریت شیعیان سیاست‌های انقلابی زید بن علی را به سکوت رازآلود پدر و پدربزرگ صادق ترجیح می‌دادند. زید ادعا می‌کرد که مقام امامت بسته به مطالبهٔ عمومی این مقام توسط خود امام است. صادق از طرف دیگر دکترین امامت را برای شیعیان اینطور توضیح می‌داد که «امامت بسته به انتخاب بشر یا مطالبهٔ عمومی آن نیست»، بلکه هر امام دارای علم به‌خصوصی است که او را برای آن مقام شایسته می‌کند. این علم از محمد به علی و سپس دیگر جانشینان علی می‌رسد. بر این اساس، دکترین نص یا «انتصاب هر امام به‌وسیله امام قبل به فرمان خداوند» توسط صادق کامل شد. صادق با این حال می‌گفت که به‌رغم اینکه به منصب امامت انتخاب شده، ادعای خلافت نخواهد کرد.

### مسئله جانشینی
بنا به شهادت منابع شیعی و برخی منابع اهل سنت از جمله گزارش ابن جوزی در المنتظم، جعفر صادق در پایان عمر نسبت به جانشینی موسی کاظم، پسر سوم خود علناً وصیت کرده‌است. با این وجود پس از مرگ صادق و حتی پیش از مرگش، وقتی پسر ارشدش اسماعیل پیش از خودش از دنیا رفت، شیعیان شروع به انشعاب به دسته‌های مختلفی کردند. پس از مرگ صادق این دسته‌بندی‌ها بیشتر شد. گروه بزرگی از شیعیان دوازده‌امامی به امامت موسی کاظم — پسر سوم صادق — معتقد شدند. گروه کوچکتری معتقد بودند اسماعیل توسط پدرش به جانشینی انتخاب شده بود اما چون قبل از پدرش از دنیا رفته‌است، جانشینی به محمد بن اسماعیل و جانشینانش منتقل می‌شود. این گروه اخیر به اسماعیلیه معروف شدند. برخی اسماعیلیان معتقد بودند اسماعیل در واقع نمرده‌است بلکه به عنوان مهدی و ناجی آخرالزمان ظهور خواهد کرد، و این در حالی است که به گفتهٔ طباطبایی، عالم و مفسر امامیه، مرگ اسماعیل با حضور شاهدان زیادی اتفاق افتاد. گروه‌های دیگری نیز بودند که دو پسر دیگر صادق، عبدالله افطح و محمد بن جعفر را امام می‌دانستند. عبدالله، ملقب به افطح، مسن‌ترین فرزندِ صادق بود که برخی شیعیان با این تلقی که امامت به فرزندِ ارشد می‌رسد، او را امام می‌دانستند. این گروه بعدها فطحیه نام گرفتند. مرگ عبدالله با فاصله چند ماه پس از مرگ پدرش، فطحیه را در حیرت فرو برد. محمد — مشهور به دیباج — نیز فرزند دیگر صادق بود که ادعای خلافت کرد و به شیوه زیدیان قیامی بر پا نمود که با شکست و دستگیری‌اش خاتمه پیدا کرد. گروه کوچکتری نیز معتقد بودند صادق آخرین امام بوده و امامت با او به پایان رسیده‌است. از میان فرقه‌هایی که از اکثریتِ دوازده‌امامی منشعب شده‌اند امروزه فقط اسماعیلیه و زیدیه باقی مانده‌اند.

### جریان غالیان
غالیان به ائمه جنبه ربوبی می‌دادند یا شایع کردند که به ائمه وحی می‌شود. صادق برای مقابله با این جریان، ضمن اینکه از شیعیانش خواست با آنها نشست و برخاست نکنند، از اصحابش خواست کتاب خدا را میزان درست و نادرست احادیث قرار دهند. صادق حتی در مواردی غالیان را تکفیر کرد. دادن حکم قتل ابوالخطاب از جمله این موارد بود. دربارهٔ یکی از غالیان به نام مغیره از صادق روایت شده‌است که می‌گفت، مغیره کتاب‌هایی که اصحاب پدرم می‌نوشتند، به بهانه خواندن به خانه می‌برد و احادیثی در کفر و زنادقه به آنها می‌افزود و به پدرم نسبت می‌داد و دوباره به آنها برمی‌گرداند. برخی غالیان به ائمه جنبه خدایی می‌دادند تا خودشان را پیامبران آنها معرفی کنند. از جمله آنها مفضل بن عمر بود که عده ای او را بابِ صادق می‌دانستند. اعتقادی که بعداً توسط عدهٔ کثیری از شیعیان جدی گرفته شد. عده ای از شیعیانِ صادق که ناووسیه خوانده می‌شدند، به معنای اصطلاحی، غالی نبودند اما اعتقاد داشتند صادق از دنیا نرفته‌است و در آخرالزمان به عنوان مهدی ظهور خواهد کرد. از جمله غالیانی که به صادق نسبت الوهیت می‌دادند، خطابیه، بزیعیه، سریّه، عجلیه و مفضلیه را می‌توان نام برد.

### رویکرد سیاسی جعفر صادق
صادق با وجود این که در قیام زید مشارکت نکرد، دربارهٔ زید گفته‌است که «خدا او را رحمت کند، مرد مؤمن و عارف و عالم و راست‌گویی بود، که اگر پیروز می‌شد وفا می‌کرد و اگر زمام امور را به دست می‌گرفت، می‌دانست آن را به دست چه کسی بسپارد.» به نوشته جعفریان، روایاتی متعارض با این روایت هم از صادق نقل‌شده‌است که نشان می‌دهد زید، با وجود اذعان به برتری علمی صادق، امامتِ سیاسیِ او را نپذیرفته‌است و ممکن است بدون رضایتِ صادق دست به قیام زده باشد. روایات باقی مانده از صادق باوجودی‌که رضایت او را از قیام زید نشان نمی‌دهد، اما آن را «قیامی بر ضد ستمگری» می‌بیند. صادق در هر صورت شخصیت اخلاقی زید را تأیید می‌کرد و اجازه نمی‌داد کسی به او جسارت کند. در حدیثِ دیگری، صادق در پاسخ به زیدیان که او را متهم کردند اعتقاد به جهاد در راه خدا ندارد، در ضمن رد این اتهام گفت «ولی من نمی‌خواهم علم خود را در کنار جهل آنها بگذارم.» در مقابل دعوت ابوسلمه و ابومسلم، صادق موضع مشابهی گرفت و حاضر نشد با آنها همکاری کند. به عقیده جعفریان، وفاداری ابوسلمه به بنی عباس و کشته شدن ابومسلم و ابوسلمه گواه مناسبی بر درستیِ موضع صادق است. به نوشته جعفریان، صادق شورشِ نظامی را قبل از زمینه‌سازی فرهنگیِ مناسب، به صلاح شیعه نمی‌دانست و آن را موجب سوء استفادهٔ فرصت طلبان می‌دانست. همچنان‌که قیام زید و پس از او یحیی بن زید فقط زمینه بهره‌برداری عباسیان را فراهم کرد. نتیجه اینکه زیدیه و خوارج که فقط در خط سیاست حرکت می‌کردند موضع قدرتمند خود را از دست دادند اما مذهب جعفری به مرور پایه‌های فکری خود را مستحکم کرد و به شیعه هویت مستقلی بخشید. صادق باوجودی که شورش نظامی را راه چاره نمی‌دانست، در مواضع گوناگون از ابراز نارضایتی خود از حکومت موجود و یادآوری حق خود به عنوان امام امت، خودداری نمی‌کرد. در همین رابطه روایت شده‌است که روزی منصور از او پرسید چرا مثل بقیه به دیدار او نمی‌رود. جواب صادق این بود که «ما کاری نکرده‌ایم که به جهت آن از تو بترسیم؛ و از امر آخرت پیش تو چیزی نیست که به آن امیدوار باشیم؛ و این مقام تو در واقع نعمتی نیست که آن را به تو تبریک بگوییم و تو آن را مصیبتی برای خود نمی‌دانی که تو را دلداری بدهیم، پس پیش تو چه کار داریم؟»
از نظر صادق اسلام بر پنج اصل استوار است: نماز، زکات، حج، روزه و ولایت. صادق ولایت را مهم‌تر از چهار اصل دیگر می‌دانست زیرا معتقد بود والی است که مردم را به چهار اصل دیگر هدایت می‌کند. به نقل از ابن عنبه، منصور با آگاهی از این مطلب بارها تصمیم به قتل او گرفت. در همین زمینه روزی منصور به صادق گفت نسبت ما و شما به رسول خدا برابر است. صادق در جواب گفت رسول خدا «اگر از دختران شما خواستگاری کند مجاز است اما از ما نمی‌تواند. این دلیل آن است که ما از او هستیم و او از ما.» قیام عبدالله بن حسن از جلمه قیامهایی بود که صادق مخالفت خود را با آن ابراز داشت. بعد از نافرجام ماندن این قیام و به قدرت رسیدن عباسیان، نفس زکیه در مدینه دست به قیام مشابهی زد که آن هم منجر به شکست و کشته شدن او شد. در طول این قیام، صادق از مدینه خارج شد و بعد از تمام شدن ماجرا به این شهر برگشت.

## درگذشت، دفن و مدفن

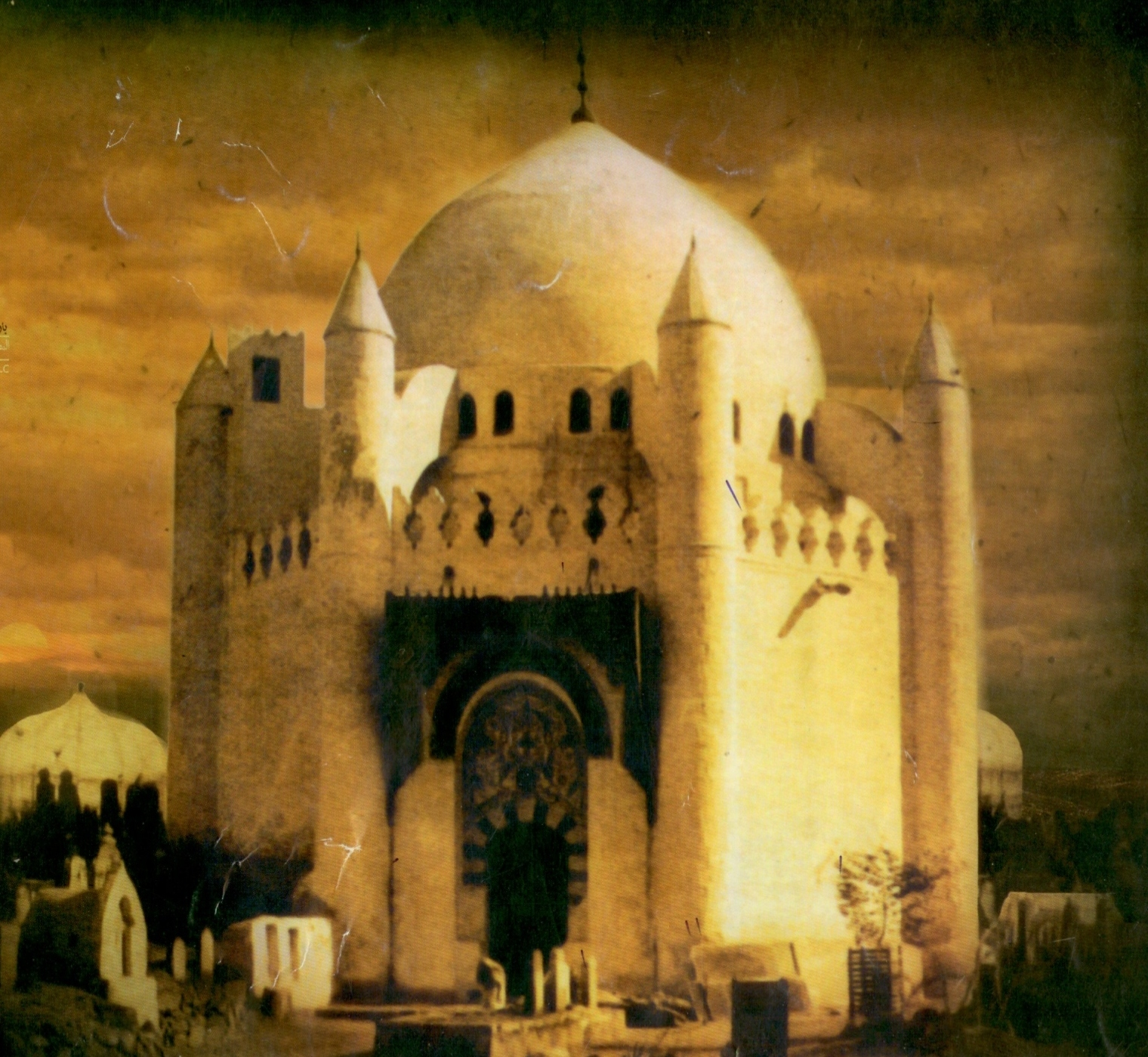
آرامگاه چهار امام شیعه در قبرستان بقیع، مدینه؛ پیش از تخریب در سال ۱۳۰۶ خورشیدی

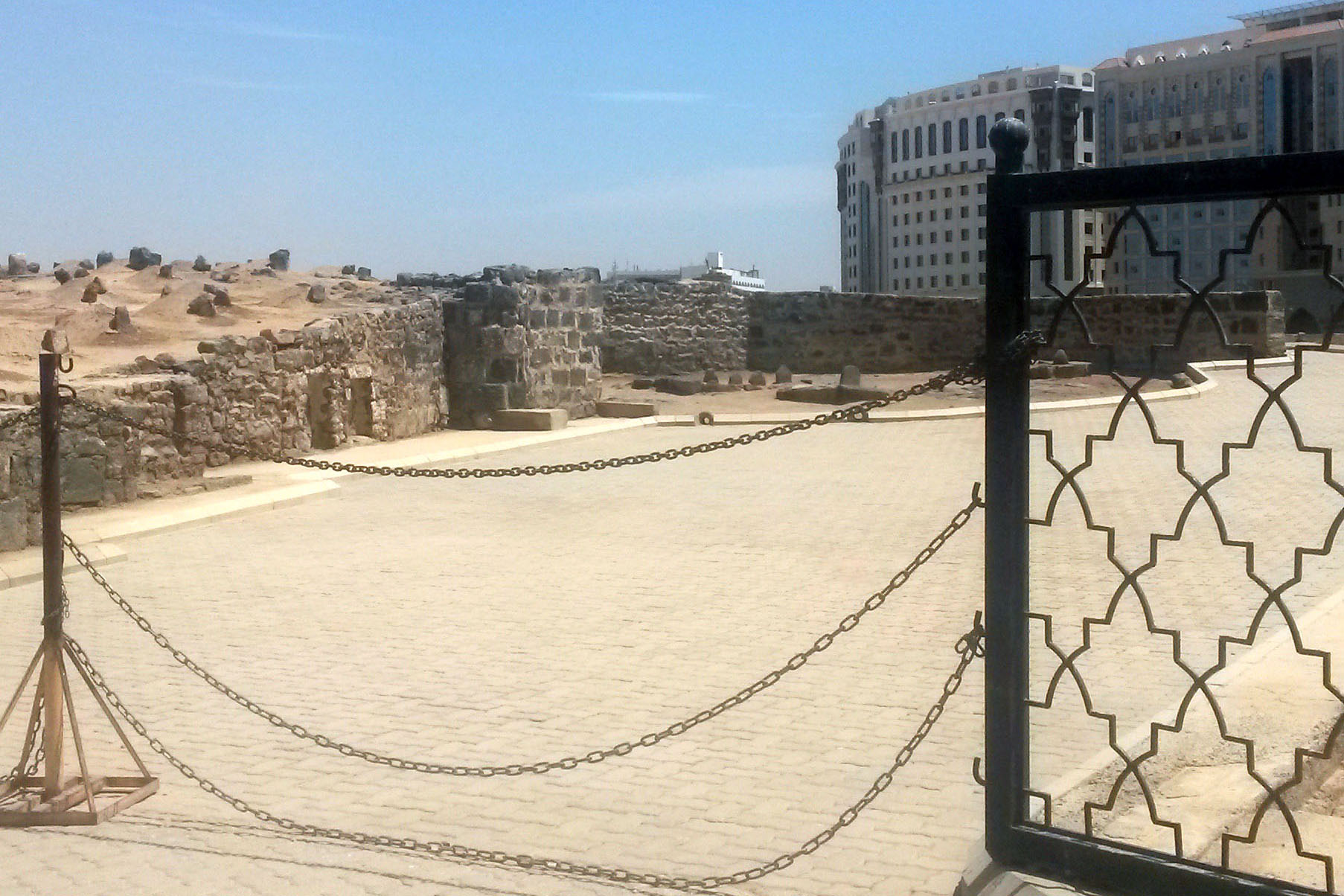
جلو فاطمه بنت اسد، چهار قبر پشت آن راست به چپ حسن مجتبی، علی بن حسین، محمد باقر و جعفر صادق و تکی سمت راست عباس عموی پیامبر

بر اساس گزارش منابعی چون دلائل الامامه، صادق به دستور منصور مسموم شد. حمال الدین شبراوی، عالم سنی مذهب، در کتابش این اتهام را روا می‌داند؛ اما ابوزهره، دیگر عالم سنی مذهب، آن را نادرست عنوان می‌کند. او تمجیدهای منصور نسبت به صادق و تزلزل حکومت خلیفه با قتل رهبر علویان را دلایل رد این اتهام می‌داند. جعفریان این دلایل را مانع قتل نمی‌داند. علاوه بر ابن رستم طبری، شیخ صدوق نیز منصور را مسئول قتل صادق می‌داند. همچنین جاحظ در رساله «فضل هاشم علی عبدشمس» این اتهام را درست می‌داند. با این وجود برخی علمای شیعه از جمله شیخ مفید درگذشت صادق را به مرگ طبیعی دانسته‌اند.
در مورد تاریخ درگذشت صادق، علمای شیعی از قبیل شیخ کلینی و ابن ابی الثلج و علمای اهل سنت از قبیل ابونعیم فضل بن دکین، خلیفه بن خیاط، محمد بن عمر واقدی و ابوالحسن مدائنی به اتفاق سال ۱۴۸ ه‍.ق را سال درگذشت صادق ذکر کرده‌اند؛ اما در روز و ماه آن اختلاف نظر وجود دارد. منابع قدیمی‌تر، ماه شوال را و منابع متاخر، نیمه رجب را به عنوان ماه درگذشت صادق گزارش کرده‌اند. در تقویم کنونی شیعه، ۲۵ شوال به عنوان روز درگذشت صادق ثبت شده‌است. به گزارش طباطبایی در کتاب شیعه در اسلام، با شنیدن خبر مرگ صادق، منصور قصد نمود تا به امامت امامان شیعه خاتمه دهد؛ بر همین اساس‌نامه‌ای به حاکم مدینه نوشت و از او خواست به خانهٔ صادق برود تا وصیت‌نامه‌اش را مطالعه نماید و هر که در آن وصیت، به عنوان جانشینش ذکر شده‌است گردن بزند. اما حاکم مدینه با خواندن وصیت‌نامه مشاهده کرد که صادق چهار نفر را به جانشینی خویش انتخاب کرده‌است؛ خلیفه وقت، حاکم مدینه، عبدالله افطح — بزرگ‌ترین فرزند صادق — و فرزند کوچکترش موسی کاظم.

### دفن و مدفن
دربارهٔ مراسم تجهیز جعفر صادق از فرزندش موسی کاظم روایت شده‌است که بنا به سفارش پدرش شخصاً او را غسل داد، کفن کرد و دفن نمود. بر اساس روایتی در منابع شیعه، امام را فقط امامی دیگر غسل می‌دهد. جعفر صادق در قبرستان بقیع — قبرستان مشهور مدینه — در کنار قبر پدرش محمد باقر، و جدش سجاد و حسن دفن شد. تا اوایل قرن بیستم میلادی قبر صادق محل زیارت زائران بود، تا آنکه در سال ۱۹۲۶ میلادی، وهابی‌ها پس از فتح مدینه، ساختمان همه قبور و مقبره‌های موجود در شهر را — به استثناء مقبره پیامبر اسلام — تخریب کردند.

## خانواده
جعفر صادق با فاطمه که از نسل حسن بن علی بود، ازدواج کرد. از او دو پسر به نام‌های اسماعیل بن جعفر — امام ششم فرقهٔ اسماعیلیه — عبدالله افطح — امام اول شیعیان فطحیه — و یک دختر به نام ام فروه متولد شدند. به جز فاطمه، صادق با دختری به نام حمیده نیز ازدواج کرد که از او موسی، اسحاق، محمد و فاطمه متولد شدند. حمیده، زنی مورد احترام شیعیان است و او را از جمله زنانی می‌دانند که به خاطر درایت و دانایی‌اش، شایسته ستایش است. جعفر صادق زنان را به نزد حمیده می‌فرستاد تا عقاید اسلامی را از او یاد بگیرند. صادق در وصفش گفته‌است که حمیده مثل طلای ناب از هر ناخالصی پاک است.
فرزندان دیگرِ صادق، یحیی (علی)، عباس، اسماء و فاطمه بودند که مادرانی دیگر داشتند. ذهبی از پسر دیگری به اسم احمد نیز نام می‌برد که مورد اتفاق نسب‌شناسان نیست. به نوشته دونالدسون، صادق در مجموع ده فرزند داشته‌است که هفت نفر از آنها فرزندان فاطمه و حمیده و باقی مادران دیگری داشته‌اند.

## ویژگی‌های ظاهری و اخلاقی
جعفر صادق دارای قدی کوتاه، چهره و پوستِ سفید و لطیف، موهای مجعد سیاه، بینی بلند و تا حدی خمیده، فرقی از میان سر و دارای خال‌هایی بر گونه و بدن توصیف شده‌است. نقش انگشتری او «الله پروردگارم مرا از خلقش مصون بدارد» بوده‌است.
به نقل از مالک بن انس — فقیه مدینه — صادق همیشه در یکی از سه حالتِ نماز، تلاوت قرآن یا سکوت بوده‌است. همو نقل می‌کند که صادق اهل شوخی بود و همیشه تبسم ملایمی به لب داشت. وقتی اسمی از پیامبر می‌آمد رنگش به سبزی و سپس به زردی می‌گرایید. مالک همچنین نقل می‌کند که وقتی به نزدش می‌رفت، صادق زیرانداز خودش را از زیر خود برمی‌داشت و برای او پهن می‌کرد. سفیان ثوری وقتی صادق را با جُبه‌ای از خز سیاه دید، او را نصیحت کرد که: «این پوشش تو و پدرانت نیست.» صادق با تأیید شرایط سخت زندگی پدرانش، شرایطِ جدید را مویّد سلوکش دانسته و می‌گوید: «چون دنیا رو آورَد، سزاوارتر بدان نیکوان‌اند نه فاجران، مؤمنان‌اند نه منافقان، و مسلمانان‌اند نه کافران…» در ادامهٔ این روایت، صادق راه میانه‌روی در بذل و بخشش را برای سفیان و گروهی دیگر از زاهدان شرح می‌دهد.
از مناقب ابن شهرآشوب نقل شده‌است که صادق به مردی که به او تهمت دزدیدن کیسه پولش را زد، همان مبلغ پول داد و حتی وقتی مرد متوجه اشتباهش شد، پولی که داده بود را پس نگرفت.
همچنین نقل شده‌است که کنیزی یکی از اطفال صادق را از هول دیدن صادق انداخت و آن کودک جان داد. صادق با گمان اینکه که کنیز از او ترسیده‌است او را آزاد کرد. همچنین نقل شده‌است که وقتی خبر مرگ فرزندش اسماعیل را به او دادند، مهمان داشت اما شکیبایی‌اش را از دست نداد و همچنان به پذیرایی ادامه داد. از یعقوب سراج نقل شده‌است که صادق با پاره شدن بند کفشش پای برهنه به راهش ادامه داد. ابن ابی یعقور کفش خودش را از پا درآورد و به او داد، اما صادق عتابش کرد که؛ «صاحب مصیبت بر تحمل مصیبت سزاوارتر است».

## جایگاه و فعالیت‌های علمی جعفر صادق
اواخر دوره بنی‌امیه و اوایل دوران بنی‌عباس، دوران ضعف حکومت مرکزی بود و این فرصتی را در اختیار صادق گذاشت تا آزادانه در مدرسه‌ای که بیش از ۴۰۰۰ شاگرد را تربیت کرده بود، تدریس کند. از میان این شاگردان می‌توان ابوحنیفه و مالک بن انس، بنیان‌گذاران دو مکتب فقهی اهل سنت، حنفیه و مالکیه را نام برد. واصل بن عطا، بنیان‌گذار مکتب معتزلی نیز در میان این شاگردان بود. اقدامات علمی صادق که در ادامه کار دیگر امامان شیعه، مخصوصاً پدرش محمد باقر، قرار داشت، باعث به‌وجود آمدن مکتبی در عالم تشیع گردید که اسم صادق را به عنوان رئیس آن مکتب در راس خود داشت و مکتب جعفری نام گرفت. هر چند اشتهار آن به مکتب باقری نیز گزارش شده‌است. به عقیده پاکتچی شهرت گرفتن این مکتب به نام مذهب جعفری به معنای منتسب شدن آن به شخصِ جعفر صادق نیست، به علت آنکه در زمان صادق، مذاهب زیادی سر برآوردند که برای تمایز دادن آنها از یکدیگر، هر یک را به نام شخصی اسم‌گذاری می‌کردند و اسم‌گذاری آن به نام صادق بنا بر برخی شواهد از دوره حیات صادق شروع شد.
ارجاعاتی که به عقاید جعفر صادق در میان نوشته‌های گروه‌های متضاد از قبیل صوفیان، دانشمندان، شیعیان، فقه اهل سنت، اسماعیلیان، افراطیون و غیره یافت می‌شود نشان می‌دهد که صادق شخصیتی با نفوذ در میان همه مکاتب دینی مهم زمان خویش بوده‌است. به گفته یعقوبی معمول بود برای هر کس که می‌خواست حدیثی از صادق بیاورد می‌گفت: «دانشمند به ما خبر داد که…». مالک بن انس وقتی می‌خواست چیزی را از صادق نقل کند می‌گفت: «ثقه (معتمد)، جعفربن محمد، خودش به من گفت که …» از ابوحنیفه نیز مشابه این عبارت روایت شده‌است. اگر چه فرقه‌ها و گروه‌های مختلف سعی کرده‌اند میراث علمی باقی‌مانده از صادق را به نفع خودشان به کار گیرند، با این حال کتب شیعی مهم‌ترین منبع دسترسی به تعلیمات صادق می‌باشند. برای شیعیان دوازده‌امامی، جعفر صادق، ششمین امامی است که تشیع را به عنوان یک دستگاه فکری نیرومند و جدی در اواخر دوران بنی امیه و اوایل حکومت عباسیان پایه‌گذاری کرد. به گفته طباطبایی شمار احادیثی که از صادق و پدرش باقر روایت شده از تمام احادیثی که از پیامبر و دیگر امامان شیعه روایت شده بیشتر است. تفکر عرفانی شیعی که از میر حیدر آملی آغاز شد و با فیلسوفان دوره صفویه از قبیل میرداماد، ملاصدرا و قاضی سعید قمی ادامه پیدا کرده و تا زمان حاضر ادامه دارد، برپایهٔ احادیث امامان شیعی به خصوص جعفر صادق شکل گرفته‌است.

### رویکرد فقهی
فقه شیعه بعد از جعفر صادق به فقه جعفری معروف شد، به این دلیل که احکام فقهی جعفر مهم‌ترین منبع قوانین فقهی فقه شیعه می‌باشد. فقه جعفری همانند فقه اهل سنت بر اساس قرآن، حدیث و اجماع شکل گرفته‌است. تفاوت این دو دیدگاه در وزن بیشتری است که شیعیان به عقل می‌دهند و در مقابل اهل سنت از نوعی قیاس در قوانین فقهی استفاده می‌کنند. صادق به عنوان کسی که توسل به رأی و قیاس را رد می‌کند، معتقد است که قوانین خداوند بسته به موقعیت تغییر می‌کنند و پیش‌بینی ناپذیرند؛ بنابراین وظیفهٔ بندگان کشف قوانین فقهی با استدلال نبوده و بلکه می‌بایست با گرفتن دستور این احکام از امام تسلیم ارادهٔ خلل ناپذیر خداوند باشند. عمر بن حنظله — از شاگردان صادق — در کتابش با عنوان مقبوله، از صادق در خصوص چگونه حل اختلافات پیش آمده در میان امت سؤال می‌پرسد و صادق برخلاف پیشنهاد سؤال کننده در مورد یک سیستم رسمی قضاوت و داوری، می‌گوید: «به کسانی که احادیث ما را روایت می‌کنند مراجعه کنند.» و در ادامه از قاضی و حَکَم بودن چنین شخصی یاد می‌کند.

#### دکترین تقیه
گفته می‌شود که صادق تقیه را به عنوان ابزاری دفاعی در مقابل فشار و تهدیدی که علیه او و شیعیانش روا داشته می‌شد، به کار می‌برد. تقیه در واقع نوعی طفره یا رازپوشی دینی است. به عبارتی دیگر، بر مبنای تقیه، این قابل قبول است که عقیدهٔ واقعی خود را پنهان کنید، در صورتی که با ابراز آن، جان خود یا دیگری را به خطر می‌اندازید. دکترین تقیه در واقع هنگامی به وسیلهٔ صادق توسعه یافت که منصور عباسی حملات زیادی علیه علویان و حامیان آنان براه انداخته بود. به گفتهٔ معزی، در منابع اولیه اسلامی، تقیه به معنای «حفظ و نگهداری رمز و راز تعلیمات امامان» بود. بر این اساس، تباین و تضاد موجود در احادیث ائمه به عنوان محصول نیاز به تقیه تلقی می‌شد. بر همین منوال از صادق روایت شده‌است که اگر کسی ببیند ما (ائمه) چیزی خلاف آنچه قبلاً گفته‌ایم بر زبان می‌رانیم باید بداند که این تنها به نفع خودش است. تقیه همچنین برای کسانی که نمی‌خواستند تعلیمات آن‌ها برای همهٔ علما قابل درک باشد یا می‌خواستند معانی عمیق‌تر را از دید علمای معمولی پنهان کنند، معنایی رمزی داشت. به عقیده جعفریان، فشار سیاسی دوران صادق، او را وامی‌داشت اصحابش را پیوسته سفارش به تقیه کند تا جایی‌که ترک آن را مساوی با ترک نماز می‌دانست.

### رویکرد کلامی–اعتقادی
از دوران صادق می‌توان به عنوان عصر شکل‌گیری علم کلام یاد کرد. با وجود اینکه بسیاری از اصحاب صادق متکلم بودند و صادق خودش با متکلمان از مذاهب مختلف بحث و مناظره داشت؛ به نقل از برخی از اصحابش از جمله یونس بن یعقوب، صادق روی خوشی به علم کلام نشان نمی‌داد. در روایتی از یونس بن یعقوب از قول صادق آمده‌است: «وای بر اصحاب کلام، می‌گویند این پیروی کردنی است و آن نیست، این راه رفتنی است و آن نیست، این با عقلمان سازگار است و آن نیست». وقتی دربارهٔ این تناقض از صادق سؤال شد، اینطور پاسخ داد که پرداختن به کلام وقتی ناپسند است که اصحاب کلام، سخن امامان را کنار بگذارند و فقط به استدلالات خودشان بسنده کنند. در همین راستا، صادق برخی اصحابش همچون ابوخالد کابلی را از مباحثه کلامی نهی کرد و برخی همچون ابوجعفر صاحب الطاق را به این کار تشویق می‌نمود؛ و از برخی دیگر چون قیس ماصر انتقاد می‌کرد که در مباحثه حق را به باطل می‌آمیزند یا باطل را با باطل می‌کوبند یا استدلال معتبری به کار نمی‌برند. با توجه به اینکه عصر صادق، عصر شکل‌گیری دستگاه‌های کلامی و تضارب آراء اندیشمندان بود و این مسئله به‌طور مخصوص در ایام حج و جمع‌شدن عالمان در مکه با انجام مباحثات علمی صورت می‌گرفت؛ صادق نیاز دید تا برخی مفاهیم دینی را نظری سازی کند. از این میان مفاهیمی چون «انیت و مائیت» — کخ معادل وجود و ماهیت بودند — و «ازلی و دیمومی» — به معنای دوام — از جانب صادق مطرح می‌شد که تا پیش از آن سابقه نداشت.

#### جایگاه عقل نسبت به عمل و علم
تقسیم عقل به عقل نظری و عقل عملی که به زمان ارسطو برمی گردد گرچه در اوایل قرن دوم هجری در سنت اسلامی دیده نمی‌شود اما به عقیده احمد پاکتچی تقسیم‌بندی مشابهی را با زبانی کمتر فلسفی در سخنان صادق می‌توان پیدا کرد. در حدیثی از صادق، از عقل به عنوان ابزاری برای شناخت خالق و صفات او و همچنین ابزاری برای تمایز نیک از بد، یاد شده‌است؛ که از قسمت اول به عنوان عقل نظری و قسمت دوم به عنوان عقل عملی تعبیر می‌شود. این تقسیم‌بندی در حدیث دیگری از صادق اینطور روایت شده‌است که: «عاقل به دلالت عقل خود در می‌یابد که خداوند حق است و همو ربّ او ست، درمی‌یابد که خالقش اموری را دوست و اموری را مکروه می‌دارد و او را طاعتی و معصیّتی هست»
جعفر صادق اعتقادی به جبر ندارد، از این رو اعمالِ نیکِ ارادیِ انسان، و سلوکِ عملیِ او را، در به کمال رسیدنِ عقل مؤثر می‌داند. صادق از سوی دیگر، عقل را محرّک انسان به سمتِ اعمالِ نیک و اطاعتِ خدا می‌داند. به این ترتیب از نظر صادق، بین عقل و عمل رابطه تعاضدی وجود دارد. به این معنا که هر یک به رشدِ دیگری کمک می‌کند. در حدیث دیگری از «نیکی» به عنوان وزیر عقل و از خصال اخلاقی از جمله تواضع، صبر، امانت و صداقت به عنوان لشکر عقل و از صفاتِ مقابلِ آنها به عنوان لشکر جهل نام برده می‌شود. در این حدیث تأکید شده که با زیاد شدن لشکر یاری رسان، عقلِ فرد، رو به کمال می‌رود. در همین راستا، میزانِ میل و گرایش آدمی به عمل، بسته به میزانِ عقل او قلمداد شده‌است. همچنین صادق معتقد است خداوند به یاری عقل پرستیده می‌شود و بهشت به وسیله آن بدست می‌آید. صادق همچنین می‌گوید خوش خلق‌ترین افراد عاقلترین آنها هستند. بر همین مبنا در حدیث دیگری از صادق آمده‌است که کمی عقل، انسان را از ایمان به کفر می‌کشاند. در بیان مقایسه عقل و علم از دیدگاه صادق، علم امری آموختنی و عقل امری ناآموختنی بیان شده‌است. در این دیدگاه، علوم دینی تنها از مسیر ویژه ای قابل دستیابی است و با سایر علوم متفاوت است. در دیدگاه صادق، عقلِ بدون علم، برای هدایت بشر کافی نیست. بر این اساس، عقل به تنهایی قادر به تشخیص وجوه طاعت و معصیت الهی نیست و به همین دلیل، جعفر صادق، بر عاقل واجب می‌داند تا طلب علم کند و عقل بدون علم را بدون قوام توصیف می‌کند؛ بنابراین در دیدگاه صادق کسی که علم ندارد عقل نمی‌ورزند و کسی که عقل ندارد رستگار نمی‌شود. در این دیدگاه، علم به دو دسته «علم عام» و «علم خاص» تقسیم‌بندی می‌شود؛ که اولی اکتسابی، و دومی موهبتی است که از طرف خدا به بندگان خاص داده می‌شود.

#### مباحث اعتقادی–اسلامی
در دیدگاه صادق، شناختِ خداوند و صفات او از طریق عقل به دست می‌آید؛ اما عقل در شناخت خدا با محدودیت روبروست و در جایی متوقف می‌شود. به عبارتی، علم به کلیّات از طریق عقل بدست می‌آید اما در مورد برخی مسائلی که بندگان باید در مورد خدا بدانند — از قبیل تاویلِ برخی آیات و مباحث مستقل از قرآن — مؤمنان متکی بر نقل یا علم ویژه امام هستند. چنانچه در حدیثی از صادق آمده‌است.
از نظر صادق، «حجت» — به معنای امام و هادی از جانب خدا — نقطه وصل آموزهٔ توحید و سایر آموزه‌های دینی قلمداد می‌شود. به این معنا که خداوند که مسئول هدایت بشر است، حجت‌هایی بر روی زمین برای این کار قرار داده‌است. صادق در توصیف اقسام حجت‌ها، حجت ظاهر که پیامبران بوده‌اند و حجت باطن که عقل آدمی است را تشریح می‌کند. در احادیثی که از صادق باقی مانده‌است، بارها به این نکته تأکید شده‌است که زمین هیچ‌گاه از حجت خدا خالی نمی‌شود. معنای ضمنی این سخن این است که با ختم نبوت، این ائمه هستند که حجت خدا بر روی زمین می‌باشند و نبود آنها به معنای این است که خداوند بندگانش را بدون هدایت رها کرده‌است. به همین دلیل در آموزه‌های صادق شناخت حجت در کنار شناخت خداوند قرار می‌گیرد. در همین رابطه صادق به بیان تفاوتهای پیامبران و امامان می‌پردازد. صادق دارا بودن علم لدنّی، مفترض الطاعه بودن و نصب از طرف خداوند را وجوه مشترک ائمه و پیامبران می‌داند. به این ترتیب، پس از نصب حجت، موضوع شناخت و تشخیص او از دیگران مطرح می‌شود. پیامبران از طریق معجزاتشان شناخته می‌شوند اما شناخت ائمه، بنابر آموزه‌های صادق، وابسته به «نص» است. در دیدگاه عامه مسلمانان اما، مسئله امامت یا جانشینیِ پیامبر، امری غیر الهی و انتخابی است.
این سخن که: «هر که ادعا کند خداوند باعث شرّ است، به خدا دروغ بسته‌است. همچنین هر که ادعا کند خیر و شر هر دو از جانب خداست، به خدا دروغ بسته‌است،» منتسب به صادق است. این دیدگاه با دیدگاه معتزله که خداوند را از مسئولیت وجود شر در دنیا مبری می‌کنند، سنخیت دارد. به عقیدهٔ صادق خداوند به مخلوقات دستوری نمی‌دهد مگر اینکه به آن‌ها توانایی انجام دادن آن دستور را عطا کند؛ هر چند بدون اجازه او قادر به انجام آن نیستند. در واقع دیدگاه صادق چیزی بین جبر و اختیار — در اصطلاح تفویض — است. بر این اساس، حکم خداوند بر برخی چیزها به صورت قطعی قرار می‌گیرد، اما برخی دیگر بر عهدهٔ انسان قرار می‌گیرند. این دیدگاه بعدها کاربرد زیادی پیدا کرد به «امرا بین الامرین» شهرت یافت.
مرجئه فرقه‌ای بودند که معرفت دینی را برای ایمان کافی می‌دانستند و عمل را در آن مؤثر نمی‌دانستند. یکی از شاگردان صادق پس از شنیدن حدیثی منسوب به صادق مبنی بر اینکه «هنگامی‌که به معرفت رسیدی هرگونه که خواهی عمل کن»، نزد صادق می‌رود و جعفر صادق ضمن تأیید این حدیث، توضیح می‌کند که هرگاه بنده به معرفت رسید، در اقدام به عملِ خیر به هرگونه که می‌خواهد، می‌تواند عمل کند. او در توضیحاتش تأکید می‌کند که در صورت معرفت، اقدام به خیر، اندک باشد یا بسیار، مقبول خواهد بود. صادق برای روشن شدن بیشتر مطلب به طعنه می‌گوید، بی‌انصافی است ما مکلف به عمل باشیم و شیعیان ما از آن معاف باشند. احادیث باقی‌مانده از صادق نشان می‌دهد، ایمان در نظر او و رابطه اش با یقین، بیش از آنکه جنبه کلامی داشته باشد، جنبه اخلاقی دارد و از این جهت مناسبتی با دیدگاه مرجعه ندارد.

### رویکردهای اخلاقی
در حوزه اخلاق همچون سایر بخش‌های دینی، احادیث باقی‌مانده از صادق، نقش محوری ایفا می‌کند. کلیّتِ تعالیم او در حوزه اخلاق، دربارهٔ این بود که شیعیان چگونه بین کار برای دنیا و کار برای آخرت تعادل برقرار کنند و چگونه در میان همدیگر و در رابطه با سایر مسلمانان سلوک کنند و همین‌طور چگونه از رذایل دوری و به فضایل نزدیک شوند. در دیدگاه صادق، اخلاق یا عملِ خوب رابطه مستقیمی با ایمان؛ و اخلاق یا عملِ بد، نسبت مستقیمی با شرک دارد. از این رو از دیدگاه صادق، حسد، حرص، استکبار و ریا به عنوان اعمال یا اخلاقِ شرک آمیز — ضدِ ایمانی — به‌شمار می‌آیند. در همین راستا با توجه به احادیثی از صادق، او بر این باور است که درستیِ عمل، بیش از آنکه به چگونگی عمل مربوط باشد، به مبنایِ ایمانیِ آن ربط دارد و از همین رو است که به عقیده او، تقیه ضرری به ایمان وارد نمی‌کند. در همین خصوص، از صادق نقل شده‌است که برخی افراد، ایمانِ عاریتی دارند و اگر دست به اعمال خیر می‌زنند، اعمال آنها انگیزشی متزلزل دارد و به زودی به بی ایمانی برخواهند گشت. از همین رو است که از دیدگاه صادق مداومت بر عملِ خیر، مهم‌تر از بسیاریِ عمل است.
در آموزه‌های اخلاقیِ صادق، مداومت بر عملِ اخلاقی که منجر به ایجاد ملکات اخلاقی می‌شود، اهمیت بیشتری از اعمالِ اخلاقیِ با انگیزش‌های مقطعی دارد. علاوه بر تکرارِ عمل، یقین و آگاهی به عمل نیز در اخلاقی بودنِ آن عمل اهمیت اساسی دارد. بر همین اساس است که به عقیده صادق، تفکر بالاترین عبادت به‌شمار می‌رود. به عقیدهٔ صادق، تقوا به عنوان یکی دیگر از جنبه‌های عملِ اخلاقی مورد تأکید قرار می‌گیرد. در این خصوص، صادق شخصی را مثال می‌زند که در اطعام مردم، رسیدگی به همسایگان و پذیرایی از مسافران اهتمام می‌ورزد اما وقتی دری از گناه به روی او باز می‌شود، پرهیزکار نیست. این عملِ بدون تقوا است.
بر اساس آموزه‌های صادق، هدایت انسان‌ها در نتیجه اطاعت او از دو هدایتگر بیرونی و درونی — یعنی پیامبر و عقل — و ضلالت او در نتیجه اطاعت او از دو فریبندهٔ بیرونی و درونی — یعنی شیطان و نفس — انجام می‌گیرد. از نظر صادق اطاعت همان عبادت است. از این رو انسان بی‌آنکه معترف باشد با اطاعت از شیطان در حال عبادت اوست و مرتکب شرک می‌شود. در آموزه‌های صادق، بی‌مبالاتی در سخن و بی‌احترامی به دیگران از نشانه‌های مشارکت شیطان در اعمال انسان دانسته شده‌است. به گفته صادق، با این وجود که شیطان از راه‌های گوناگون وارد می‌شود، «مال دنیا»، به عنوان دروازهٔ ورود شیطان معرفی می‌شود. صادق با یادآوری آیاتی از سوره فجر که «هرگاه خداوند روزی او فراخ سازد، تصور کند که مورد نوازش خداوند قرار گرفته، و هرگاه خداوند روزی او را تنگ گرداند، گمان برد که خداوند او را خوار داشته‌است» از دو مفهوم ابتلا و استدراج سخن به میان می‌آورد. استدراج که ریشه قرآنی دارد به معنای نزدیک شدن تدریجی عذابِ کسانی است که از خداوند فاصله گرفته‌اند و خدا آنها را با افزودن نعمتها می‌آزماید. نعمت‌هایی که بر غفلت بنده می‌افزاید.

### رویکرد قرآنی–تفسیری
به نوشته کربن، صادق کتاب قرآن را متشکل از چهار قسمت می‌دانست: «عبارات روشن»، «معانی تلویحی»، «معانی پنهان مربوط به عوالم روحانی» و «حکمت‌های روحی». به عقیده او معانی روشن مربوط به عامهٔ مردم است. معانی پنهانی برای برگزیدگان است، معانی تلویحی برای دوستان خداست و حکمت‌های روحی مخصوص پیامبران است. صادق با اصالت بخشیدن به قرآن، احادیث منتسب به پیامبر که با قرآن همخوانی ندارد را مردود می‌داند. به نوشته پاکتچی، در حوزه تفسیر، کتب قدیمی‌تر تفسیری از مذاهب مختلف، مملو از دیدگاه‌های اوست. در همین رابطه ابن طلحه شافعی، صادق را مفسّری «متتبع در معانی قرآن» می‌داند که «از دریای قرآن گوهرهایش را استخراج و عجائبش را استنتاج می‌کند». در احادیثی که از صادق در خصوص تفسیر قرآن باقی مانده‌است، دسته‌ای از آنها قرآن را دارای ظاهری قابل فهم و دسته‌ای دیگر آن را از قلوب مردم دور دانسته و از تفسیر به رأی در قرآن پرهیز داده‌اند. به عقیده پاکتچی، این دو رویکرد ناظر به دو سطح از دانایی است. به این معنا که تفسیر در حد متعالیِ آن تنها در نزد ائمه یافت می‌شود، اما سطوح پایین‌تر تفسیر برای بقیه مردم قابل دسترسی است. در همین خصوص، صادق «راسخان در علم» موجود در آیه ۷ سوره آل عمران را ائمه می‌داند. از جمله ویژگی‌های تفسیریِ صادق، رویکرد جامع‌نگر او به قرآن است که آیات قرآن را در رابطه با یکدیگر تفسیر می‌کند. این روش، امروزه به «تفسیر قرآن به قرآن» شهرت یافته‌است. با این وجود صادق از ربط دادن بی‌رویه آیات به یکدیگر منع کرده‌است و آن را مصداق «ضرب القرآن بعضه ببعض» دانسته‌است که در حدیث نبوی نهی شده‌است. توجه به «اسباب النزول» یکی دیگر از ویژگی‌های تفسیری صادق می‌باشد.

### رویکرد حدیثی

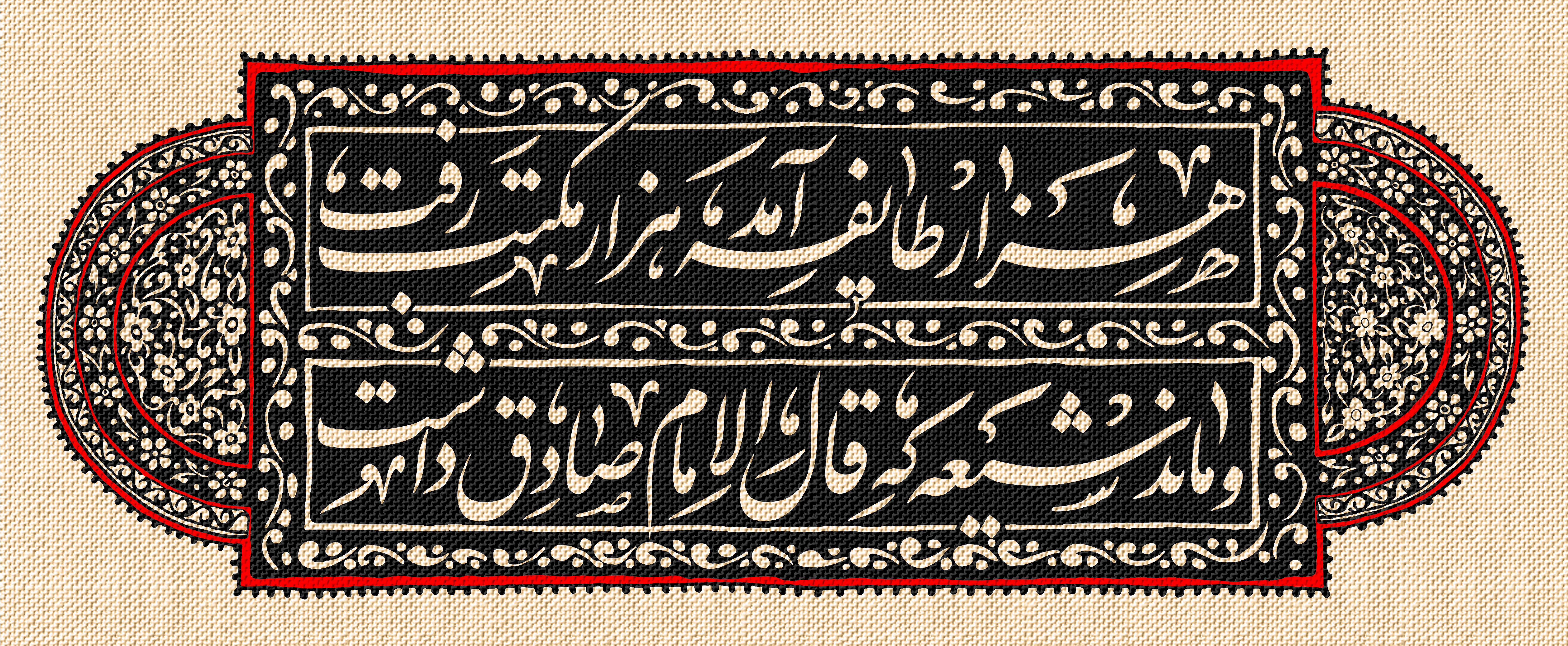
کتیبه‌ای با یک بیت شعر در وصف جعفر صادق، که به اهمیت احادیث وی نزد شیعه اشاره دارد.

دوران صادق، دوران آزادی نسبی شیعیان نسبت به سایر دوران‌ها بوده‌است؛ از این رو بیشترین حدیث و روایت در منابع شیعه از جعفر صادق ثبت شده‌است. طوری که شیعیان از مراجعه به سایر احادیث بی‌نیاز شده و در نتیجه فقه جعفری به‌طور مستقل شکل گرفت. در همین رابطه آبان بن تغلب شیعیان را کسانی توصیف می‌کند که هرگاه در قول پیامبر اسلام دچار اختلاف شوند، به سخن علی بن ابی‌طالب مراجعه می‌کنند و زمانی که در سخن علی دچار اختلاف شوند، به سخن جعفر صادق می‌پردازند. به عقیده جعفریان، اتصال تقریباً تمامی احادیثِ منقول از امامان شیعه، از قول پدرانشان تا پیامبر اسلام ادامه پیدا می‌کند، به همین دلیل از یکدستی بیشتری نسبت به احادیث اهل سنت برخوردار است. به نوشته جعفریان اهل سنت مشکل کمبود احادیث معتبر و تشتت آراء پیش آمده را با توسل به رای و قیاس چاره جویی کردند، چیزی که جعفر صادق ضمن مقابله با آن، علتِ توسل به آن را فقر روایی اهل سنت در نتیجهٔ رویگردانی از معارف اهل بیت می‌داند. صادق ملاک درستی حدیث را قرآن می‌دانست و معتقد بود حدیثی را که قرآن آن را تأیید نکند، باطل است. به عقیده جعفریان، این نظریه صادق، از کجروی‌های فکری که نظریهٔ «السنهٔ قاضیهٔ علی الکتاب» را به بار می‌آورد، جلوگیری می‌کرد. همچنین مانع گسترش افکار غالیان می‌شد که سعی داشتند به بهانه تحریف قرآن مطالب نادرست خود را با نام ائمه نشر دهند. به نوشته جعفریان پس از رحلت پیامبر، نوشتن حدیث ممنوع بود و این در حالی بود که ائمه همواره پیروانشان را به ضبط احادیث تشویق می‌کردند. در زمان صادق و اوایل قرن دوم ه‍. ق، گرچه نوشتن حدیث شروع شد اما عملاً تا اواخر قرن دوم و اویل قرن سوم این امر شایع نشد. چنانچه ابوحنیفه در این باره هیچگونه کتابی ننوشته‌است.
صادق با وجودی که اصحابش را به نوشتن احادیث تشویق می‌کرد، اما دلیلی بر تکرار اِسنادِ هر آنچه نقل می‌کرد، نمی‌دید. هر چند به مناسبت‌هایی تأکید می‌کرد که حدیثِ من، حدیثِ پدرم؛ حدیثِ او، حدیث پدرانش؛ و حدیثِ آنان حدیثِ پیامبر اسلام است. در همین رابطه از ابن دراج و ابوبصیر خواسته بود هر چه از او می‌شنوند از پدرش، محمد باقر، نقل کنند. با این وجود صادق در خصوص اسانید، جز اسانیدِ اهل بیت، بر حفظ آن اسناد تأکید داشت و در این رابطه به حدیثی از علی بن ابیطالب ارجاع می‌داد که «اگر حدیثی را نقل کردید، آن را به کسی که برای شما بازگفته اسناد دهید؛ اگر حق باشد به نفع شماست و اگر دروغ باشد، به عهدهٔ اوست». بر این مبنا، صادق پیروانش را از «کذب مفترع» منع می‌کرد. در موارد «اختلاف الحدیث»، روش‌های صادق از یک سو به «نقد صدور»، از طرفی به «شرایط صدور» و از طرف دیگر به «نقد فهم» برمی‌گشت؛ که فهمِ حدیث یا «فقه الحدیث» در این میان نقش پررنگ‌تری داشت. در حالی که محافل حدیثی آن دوره درگیرِ نقل حدیث و کثرت روایت بودند، صادق فهمِ حدیث را مهم‌تر می‌دانست. در همین رابطه صادق کسی را فقیه می‌دانست که جوانب سخن ائمه را درک کند. صادق برای فهم حدیث پیغمبر از روش‌هایی مشابه تفسیر قرآن استفاده می‌کرد و مبحث نسخ در سنت نبوی را مطرح می‌کرد. صادق همچنین در تبیینِ معنای احادیث پیامبر، از آیات قرآن کمک می‌گرفت. همچنین از تفسیر حدیث با حدیث، به قرینهٔ تفسیرِ قرآن با قرآن سخن می‌گفت. همین‌طور از زبان چند سطحی احادیث سخن به میان می‌آورد که به تناسب مخاطب و همچنین شرایط تقیه تغییر می‌کرد. در همین رابطه صادق از شیعیان می‌خواست که اگر در دریافت حدیثی به مشکل خوردند، از تاویل‌های شتاب‌زده خودداری کرده و علم آن را از امامان طلب کنند.

### در سایر علوم
علاوه بر قرآن و حدیث، صادق در نقل سیره پیامبر و صحابه و ائمه، مرجع مهمی به‌شمار می‌آید. به نوشته پاکتچی، در کتب حدیثی اهل سنت، صادق راوی اصلی حدیث حج محمد است. همچنین احادیث زیادی در صحاح سته دربارهٔ سیره پیامبر از صادق نقل شده‌است. همچنین مورخانی چون ابن اسحاق، هیثم بن عدی، ابوالحسن مدائنی، آبان بن عثمان و قاضی ابوالبختری در آثار تاریخی خود از صادق به فراوانی نقل کرده‌اند. اخبار گستردهٔ صادق در آثار کهن تاریخ و سیره در آثاری چون: کتب عمومی تاریخی مانند تاریخ یعقوبی، انساب الاشراف بلاذری و تاریخ طبری، کتب سیره همچون سیرهٔ ابن‌هشام، مغازی واقدی و الشمائل ترمذی و تک‌نگاشته‌های اخبار صدر اسلام مانند الغارات ابراهیم ثقفی و وقعة الصفین نصر بن مزاحم، کتب مربوط به صحابه و رجال متقدم مانند طبقات ابن سعد، فضائل الصحابهٔ احمد بن حنبل و الاستیعاب ابن‌عبدالبر و تواریخ محلی حجاز مانند اخبار مکة از فاکهی و تاریخ المدینة از ابن شبه قابل مشاهده است.
همچنین برخی سعی کرده‌اند از خلال روایات صادق، مفاهیم فلسفی استخراج کنند. در این خصوص به کتاب محمد جواد جزایری با عنوان فلسفة الامام الصادق اشاره می‌شود که نویسنده سعی کرده مفاهیمی چون حقیقت شیء و اقسام معانی، تقسیم وجود به ظلی و طبیعی، مسئلهٔ خیر و شر، اراده و مبادی حرکت ارادیه، شبهات مربوط به کیفیت حشر مانند شبههٔ آکل و مأکول و قاعدهٔ امکان اشرف، را از میان روایات صادق استخراج کند. به عقیده پاکتچی صورت‌بندی‌ها در احادیث صادق نشان از رویارویی او با فلسفه به معنای خاص آن دارد، هرچند این احادیث باید چه از حیث استناد و چه از حیث خاستگاه، مورد دقت فراوان قرار گیرد. از آن جمله، زوج مفهومی «انیت و مائیت»، ساخت مفاهیم «کیفوفیة و اینونیة» و امثال آن است.
در زمینه علوم محض، گفته می‌شود جابر بن حیان آثار زیادی در کیمیا دارد که بخش زیادی از آن برگرفته از تعالیم صادق است. هر چند جندی و ابوزهره این ادعا را تأیید کردند، تردیدهایی در این انتساب وجود دارد. به نوشته پاکتچی بخشی از این تردید از جانب امثال ابن ندیم است که مایل نبود صادق در این فضیلت، بهره‌ای برده باشد. به نوشته پاکتچی بخش دیگری از این تردید از جانب امثال صفدی است که کیمیا را در شان صادق نمی‌دانسته‌اند. بخش دیگرِ تردید متعلق به محققانِ معاصر از قبیل روسکا است که شواهد لازم برای اثبات این ادعا را کافی نمی‌دانند. برخی مستشرقان، از جمله کراوس و سزگین، اصل تاریخی بودن شخصیت جابر را مورد تردید قرار می‌دهند که این خود باعث شده کسانی چون استادی، آثارِ جابر را در اصل، آثارِ صادق بدانند. محمد یحیی هاشمی در کتابِ الامام الصادق ملهم الکیمیاء در این رابطه بحث مفصلی دربارهٔ نقش صادق در آموزش جابر و تأسیس کیمیا در عالم اسلامی دارد.
در زمینهٔ طب، بخش زیادی از کتاب طب الائمة از پسرانِ بسطام، سخنان و روایات صادق است. رساله ای با عنوان اختلاج الاعضاء نسخه‌ای خطی با عنوان سراج الظلمة فی طب الائمة منتسب به صادق است. از متاخران محمد خلیلی اقوال طبی صادق را در کتابی با عنوان طب الصادق و عارف سلیم در الامام الصادق (ع) و الطب جمع‌آوری کرده‌اند.
در زمینه نجوم علاوه بر روایاتی که از صادق در منابع امامیه آمده، به خصوص از کتابِ فرج المهمومِ نام برده می‌شود که ابن طاووس در آن به بخش‌هایی از رساله اهلیلجه دربارهٔ دانش نجومی صادق تمسک کرده‌است. همچنین رساله دیگری دربارهٔ روزها و ماه‌ها و خواصِ سعد و نحس آنها به صادق نسبت داده می‌شود. کتاب الامام الصادق (ع) فی نظر علماء الغرب  بر خلاف اسمش بیشتر به تنوع علوم نزد صادق و ارتباط آن با علوم جدید پرداخته‌است. همچنین توفیق فهد، صادق را به عنوان بنیانگذار و الهام بخشِ برخی علوم محض نزد مسلمانان می‌داند. همچنین در علم جفر که میراث علی تلقی می‌شود، نوآوری‌هایی به صادق نسبت می‌دهند، هر چند در کتب اهل سنت دربارهٔ آن تردید می‌شود. همچنین در کتب تعبیر خواب مثل تعطیر الانامِ نابلسی گفته‌های زیادی به صادق نسبت داده شده‌است. علی صراط الحق این سخنان را در کتابی با عنوان تفسیر الاحلام للامام الصادق گرد آورده‌است. برخی چون جندی، سعی کرده‌اند رد تجربه گرایی در علم را از آموزه‌های صادق استخراج کنند و با شیوه نوین تجربه علمی مقایسه کنند.

## یاران و شاگردان

نگاره‌ای طراحی‌شده در قرن ۱۵ میلادی از چهره جابر بن حیان که به عنوان یکی از شاگردان جعفر صادق و به گزارش‌هایی خود او بوده‌است.

به گزارش جعفریان، بیشتر اصحاب و راویان احادیث صادق عراقی اهل کوفه و تعدادی نیز خراسانی بودند که بنابر تاریخ یحیی بن معین، محدث و رجالی حنفی مذهب، در نزد صادق شاگردی می‌کردند تا به پاسخ سؤالات فقهی خود برسند. در آن دوران، بر شهر بصره شرایط متفاوتی حاکم بود. این شرایط ویژه، ناشی از روحیه عثمانی اهل شهر بود که از زمان جنگ جمل شکل گرفت. در این خصوص گزارش شده‌است، از حفص بن غیاث که برای نقل حدیث به آن شهر رفته بود، خواستند از جعفر صادق روایت نکند. حسن بن علی الولشاء نقل می‌کند که در مسجد کوفه ۹۰۰ نفر را دیده‌است که «حدثنی جعفر بن محمد» می‌گفتند. برخی منابع چون کشف الغمه تعداد کسانی که نزد صادق درس آموخته و از او حدیث نقل کرده‌اند را ۴۰۰۰ نفر می‌دانند.
در میان شاگردان صادق، برخی مقام بالاتری نسبت به بقیه داشتند. از صادق نقل است که می‌گوید «اگر زراره بن اعین و امثال او نبودند، احادیث پدرم از بین می‌رفت.» در روایتی دیگر، صادق از زراره، ابو بصیر مرادی، محمد بن مسلم و برید بن معاویه عجلی نام برده و می‌ستاید و تصریح می‌کند که اگر آنها نبودند، کسی از حدیث امامان شیعه، اطلاع پیدا نمی‌کرد. به نوشته ابوالفرج اصفهانی، منصور — خلیفه عباسی — از جعفر صادق روایت‌هایی را نقل و او را تمجید می‌کرد تا جایی که در برخی منابع امامیه همچون رجال طوسی، منصور از اصحاب جعفر صادق به‌شمار رفته‌است. طوسی برخی دیگر از رجال عباسی را در زمره شاگردان صادق به‌شمار می‌آورد. صادق همچنین از ابو بصیر و محمدبن مسلم به عنوان مرجع شیعیان برای پرسیدن سؤالات دینی خود یاد می‌کند. هشام بن حکم از دیگر شاگردان مشهور صادق است که نظریاتش بعدها جزئی از الهیات شیعهٔ دوازده امامی شد. در کتب رجال شیعه، از دوازده نفر از یاران صادق به عنوان «اصحاب اجماع» یاد می‌شود که از رجال حدیثی مورد اعتماد امامیه به حساب می‌آیند و احادیث شان معتبر قلمداد می‌شود. شش تن از این افراد به نام‌های زرارة بن اعین، معروف بن خربوذ مکی، بریدة بن معاویه، ابو بصیر اسدی، فضیل بن یسار و محمد بن مسلم از اصحاب مشترک صادق و پدرش باقر هستند. شش تن دیگر که عبارتند از جمیل بن دراج، عبدالله بن مسکان، عبدالله بن بکیر، حماد بن عیسی، حماد بن عثمان و آبان بن عثمان از اصحاب خاص جعفر صادق هستند. به گزارش جعفریان، سید حمیری یکی از شاعران معروف شیعه است که در ابتدا به مذهب کیسانیه بود اما بعد از دیدار با صادق تغییر عقیده داد.
از برخی رجال مدینه مثل یزید بن عبدالله بن هاد و یحیی بن سعید انصاری که سن بالاتری از صادق داشتند، به عنوان راویان احادیث او یاد می‌کنند. از میان هم نسلان صادق که که در کتب رجال اهل سنت از آنها به عنوان شاگرد و راوی احادیث صادق یاد شده‌است می‌توان به مالک بن انس، ابوضمرهٔ مدنی، حاتم بن اسماعیل حارثی، سلیمان بن بلال تیمی، محمد بن اسحاق بن یسار، اسماعیل بن جعفر، سعید بن سفیان اسلمی، عبدالعزیز بن عمران زهری، عبدالعزیز بن محمد دراوردی و عبدالله بن عمر عمری اشاره کرد که همگی از اهالی مدینه بودند. از میان شاگردان او که اهل مکه بوده‌اند، افرادی چون ابن جریج، سفیان بن عیینه، عبدالله بن میمون قداح و مسلم بن خالد زنجی گزارش شده‌اند. ابوحنیفه، سفیان ثوری، شعبة بن حجاج، حفص بن غیاث نخعی، حسن بن صالح بن حی، حسن بن عیاش، آبان بن تغلب، معاویة بن عمار، زید بن حسن انماطی و محمد بن میمون زعفرانی از اصحاب کوفی صادق برشمرده شده‌اند. از شهر بصره نیز عبدالوهاب بن عبدالمجید ثقفی، وهیب بن خالد باهلی، عثمان بن فرقد عطار، محمد بن ثابت بنانی، ابوعاصم ضحاک بن مخلد نبیل، روح بن قاسم عنبری و عبدالعزیز بن مختار دباغ و از خراسان نیز ابراهیم بن طهمان و زهیر بن محمد تمیمی به عنوان شاگردان صادق نام برده شده‌اند.

## آثار
به عقیدهٔ هی وود، تعداد زیادی از کتاب‌های دینی، نام صادق را به عنوان نویسنده بر خود ثبت دارند، اما نمی‌توان هیچ‌کدام از آنها را با اطمینان به صادق نسبت داد. این احتمال داده شده‌است که صادق، نویسنده‌ای است که کار نوشتن را به شاگردانش واگذار می‌کرد. در این خصوص جابر بن حیان در مواردی تصریح می‌کند که آثارش، نوعی بازنویسی تعلیمات صادق بوده و از خود چیز زیادی به آن‌ها اضافه نکرده‌است. به عقیده احمد پاکتچی از میان آثاری که به صادق منتسب است، برخی آثار ضبط شده با سلسله اسانید که در کتب حدیثی امامیه همچون الکافی گزارش شده‌اند، از انتساب قوی‌تری برخوردارند.

### تفاسیر
تفاسیر قرآنی منتسب به جعفر صادق از قبیل «تفسیر القرآن»، «منافع سور القرآن» و «خواص القرآن الاعظم» بیشتر به عنوان کتب رمزی–عرفانی شناخته می‌شود و در انتساب آن‌ها به صادق، تردیدهایی وجود دارد. عبدالرحمان سلامی در کتب «حقائق التفسیر» و «زیادات حقائق التفسیر» جعفر صادق را به عنوان یکی یا تنها منبع اصلی این آثار می‌داند. کتاب جفر، به عنوان یک تفسیر عرفانی بر قرآن توصیف شده‌است که به گفتهٔ ابن خلدون، توسط صادق دربارهٔ معانی پنهان قرآن نوشته شده‌است. به گفتهٔ ابن خلدون این تفسیر که ابتدا بر پوست گوساله نوشته شده‌بود در واقع به منظور روشن کردن معانی پنهانی قرآن تألیف شد. این کتاب توسط هارون بن سعید عجلی، به نقل از جعفر صادق املا شده‌است. یکی از تفاسیر رمزی عرفانی منتسب به صادق کتابی است که به روایت ابو عبدالرحمان سلمی — یکی از رجال صوفیه — تألیف شده‌است. انتساب این تفسیر به صادق در منابع اهل سنت با تردید روبروست. به نوشته پاکتچی، این متن ابتدا به‌وسیله لوئی ماسینیون معرفی شد، سپس به کوشش پل نویا و علی زیعور به چاپ محققانه رسید. از ویژگی‌های این تفسیر توجه به تفسیر حروف است. نام این تفسیر «حقائق التفسیر» عنوان شده‌است که بعد از تفسیر تستری به عنوان قدیمی‌ترین تفسیر عرفانی قرآن به‌شمار می‌آید. این تفسیر با حدیثی از صادق آغاز می‌شود که بر طبق دکترین صوفیه، معانیِ پنهان قرآن را تأیید می‌کند. به گزارش پاکتچی تفسیر امام جعفر صادق که به روایت ابوعبدالرحمان سلمی نقل شده‌است، اثری مستقل از باقی کتبی است که کسانی چون مجلسی با عنوان کتاب التفسیر یا تفسیر النعمانی از آن نام برده‌اند.
تفسیر النعمانی از دیگر تفاسیر منتسب به صادق است که صادق آن را به روایت علی بن ابیطالب از پیامبر اسلام نقل کرده‌است. این رساله توسط محمد بن ابراهیم نعمانی — معروف به ابن ابی‌زینب — گردآوری شده‌است. منابع متقدم شیعه، نامی از این تفسیر نمی‌برند اما محمدباقر مجلسی آن را در بحارالانوار، روایتی با عبارت «النعمانی» ثبت کرده‌است. خلاصه‌ای از این تفسیر با نام رساله محکم و متشابه که منتسب به شریف مرتضی می‌باشد؛ باقی مانده‌است. تفسیر امام صادق از دیگر تفاسیر منسوب به صادق است که آقابزرگ تهرانی در کتاب الذریعه الی تصانیف الشیعه از آن با عنوان «تفسیر الامام جعفر بن محمد الصادق» نام می‌برد و حدس می‌زند یکی از شاگردان صادق آن را از او روایت کرده‌است. فؤاد سزگین از این اثر به عنوان «تفسیر القرآن» اسم می‌برد. در کتابخانه شرق‌شناسی بانکی‌پور نسخه‌ای از آن با عنوان «تفسیر الامام الصادق»، به روایت النعمانی، ثبت شده‌است. این تفسیر به ترتیب سوره‌های قرآن تنظیم شده‌است و فقط عباراتی از قرآن را که نیاز به توضیح دارد را پوشش می‌دهد. این تفسیر که نوعی تفسیر عرفانی است به ظاهر و باطن قرآن می‌پردازد و بیشتر دربارهٔ رابطه بشر و دانش او از خداوند و همچنین رابطه محمد و خداست. علاوه بر آثار فوق، چند نسخه خطی دربارهٔ منافع سوره‌های قرآن و به‌طورکلی خواص قرآن، به جعفر صادق منسوب شده‌است.

### توحید مفضل
عقاید جعفر صادق در الهیات از طریق مفضل که سؤالات خود و جواب‌های صادق را در کتابی تحت عنوان توحید مفضل گردآوری کرده‌است، ثبت شده‌است. در این کتاب، دلایلی برای یگانگی خدا از طرف صادق مطرح شده‌است. برخی این اثر را همان کتاب الاهلیلجه می‌دانند که در پاسخ به درخواست مفضل نسبت به نوشتن کتابی از جانب صادق در رد منکران خدا نوشته شده‌است. جعفر صادق بعد از مجلس درس روزانه خود به مناظره با افراد مختلف از جمله خداناباوران می‌پرداخت. مفضل نیز در این اثر مباحثی را به نقل ار جعفر صادق نوشته‌است که از دیگاه کالبدشناسی — آناتومی و فیزیولوژی فلسفی — و جهان‌شناسی به تحکیم پایه‌های خداباوری طرف مباحثه می‌پردازد. در متن بعضی از این مناظرات به مسایلی علمی همچون گردش خون — با وجود ناشناخته بودنش در آن دوران — اشاره شده‌است. این کتاب به سبب تکرار عبارت «فکّر یا مفضل» در آن، نزد متقدمان به کتاب «فکّر» شهرت داشت. گاهی این کتاب در نسخ خطی با نام رسالهٔ اثبات صانع یاد شده‌است. شرح و ترجمه‌های زیادی بر این کتاب نوشته شده‌است.

### رساله‌ها یا نامه‌های بلند
برای جعفر صادق، رساله‌های فراوانی گزارش شده‌است که در آنها، توصیه‌هایی به شیعیان داده شده‌است. کلینی سعی داشته‌است تا این رساله‌ها را جمع‌آوری نماید. از میان این رساله‌ها می‌توان به منهج الیقین، رساله شرایع الدین که اعمش آن را در اصول و فروع دین گزارش کرده‌است و ابن بابویه آن را نقل کرده‌است و رساله در معایش عباد و وجوه اخراج اموال اشاره کرد که در موضوع فقه اقتصادی است. این کتاب نخست به وسیله شیخ حر عاملی در وسائل الشیعة منتشر و سپس با راه پیدا کردن به کتب فقهی امامیان متأخر، اعتبار و کاربرد جدی پیدا کرد. یک رساله دیگر که در بخشی از آن، تفسیر قرآن و در قسمتی دیگر، نقد اصحاب رای و قیاس صورت گرفته‌است، بخشی از این رسائل است. الرسالة الاهوازیة یکی دیگر از رساله‌های منسوب به جعفر صادق است که خطاب به نجاشی — والی اهواز — تألیف شده‌است. نجاشی از این رساله به عنوان تنها تصنیف معتبر صادق نام می‌برد. متن این رساله در ضمن کشف الریبة شهید ثانی برجای مانده، و به چاپ رسیده‌است. الاهلیلجه رساله دیگری است به روایت مفضل بن عمر نقل شده‌است. این رساله شامل مکالمات صادق با یک طبیب هندی در باب آفرینش و اثبات وجود خداست. نجاشی از این اثر با عنوان کتاب بدء الخلق و الحث علی الاعتبار یاد می‌کند. به نوشته پاکتچی، مجلسی و آقابزرگ این رساله را نام دیگر توحید المفضل پنداشته‌اند، اما در رجال نجاشی این اثر از کتاب «فکّر» جدا شده‌است. برخی از عالمان علم رجال متاخر شیعه همچون ابوالقاسم خویی در معجم رجال نیز استقلال این رساله را تأیید می‌کنند.
از دیگر رساله‌های منسوب به صادق رساله فی الغنائم در فقه است که در کتاب تحف العقول چاپ شده‌است. همچنین رساله الی اصحابه در عرفان است که در تحف العقول با عنوان «رسالته إلی جماعة شیعته وأصحابه» به چاپ رسیده‌است و در آن به شیعیانش توصیه کرده‌است که پس از هر نماز به مفادش نگاه بیندازند.
در میان آثاری که در سده‌های نخست و میانه، ناشناخته‌بود اما در سده‌های اخیر کشف و مورد بررسی قرار گرفت، می‌توان به مصباح‌الشریعه و تقسیم الرؤیا اشاره کرد. مصباح‌الشریعه اثری با موضوع اخلاق است و به شیوهٔ آموزه‌های صوفیه تألیف شده‌است. سید بن طاووس به عنوان اولین کسی که در در قرن هفتم ه‍.ق با این کتاب مواجه شد، آن را مجموعه ای از احادیث جعفر صادق توصیف کرده‌است. این کتاب به نوعی پیشگویی وقایع و مصائب آینده است. نسخه خطی آن با عنوان الملحمة در کتابخانه گوتا موجود است. به عقیدهٔ آقابزرگ، تقسیم الرؤیا می‌تواند نوشتهٔ برخی از اصحاب امامیه، همچون تفسیر الرؤیای اثر صابونی باشد. نسخه‌ای حاوی مناظرهٔ صادق با برخی شیعیان دربارهٔ برتری میان ابوبکر و علی به صورت خطی در کتابخانهٔ ظاهریهٔ دمشق و نسخه‌های دیگری دربردارندهٔ پرسش‌های پیامبر اسلام از خدا در شب معراج، در قاهره و اسکندریه گزارش شده‌است. مقالة فی السلوک از دیگر آثار منتسب به صادق است که با یک ترجمه ترکی در تکیه عشقاقی استانبول موجود است. نسخه‌های مختلفی از یک وصیت‌نامه و همچنین مجموعه‌ای از احکام حقوقی نیز به صادق نسبت داده شده‌اند.

## دیدگاه‌ها
به گزارش جعفریان، دربارهٔ شخصیت صادق عبارات زیادی از علما نقل شده‌است. اسد حیدر قسمت زیادی از آنها را در کتاب «الامام الصادق و المذاهب الاربعه» آورده‌است.

### اهل سنت
در منابع اهل سنت، از صادق به عنوان یک راوی مورد اعتماد یاد شده‌است هر چند به نسبت شیعه، علمای اهل سنت احادیث بسیار کمتری از صادق نقل کرده‌اند. احمد بن محمد بن ثعلبی در کتاب تفسیرش الکشف و البیان، به چهل حدیث از صادق استناد کرده‌است. برخی از این احادیث در اثبات برتری اهل بیت محمد نقل شده‌اند. به عقیده باکلی آمدن چنین احادیثی در تفسیر الکشف و البیان نشان می‌دهد که ثعلبی اینگونه روایات را مخالف عقیده اهل سنت نمی‌داند. موقعیت صادق در میان صوفیان اهل سنت بسیار والاتر گزارش شده‌است. به عقیده باکلی، در متون عرفانی اهل سنت، صادق از موقعیت محوری برخوردار است. همچنین در آثار اهل سنت، از صادق به عنوان یک فقیه والامقام یاد شده‌است. به گزارش جعفریان، ابن حجر هیتمی ضمن همه‌گیر توصیف کردن آوازه صادق، از یحیی بن سعید، ابن جریح، مالک، سفیان بن عیینه، سفیان ثوری، ابوحنیفه، شعبه و ایوب سختیانی، یاد می‌کند که به عنوان امامان اهل سنت و جماعت از جعفر صادق نقل روایت کرده‌اند. بنا بر روایتی از یعقوبی، منصور عباسی پس از درگذشت صادق، او را سرور، عالِم و بازماندهٔ نیکان اهل بیت، توصیف کرد. او همچنین صادق را برگزیده خداوند و از پیشی گیرندگان در خیرات و مصداق آیهٔ ۳۲ سوره فاطر می‌داند. برخی از علمای اهل سنت چون ابن کثیر، مقدسی و ابن عبدریه از صادق با عبارت «رضی الله عنه» یاد می‌کنند که از عبارات رایج در مورد صحابه پیامبر اسلام بوده‌است. جاحظ از دانشمندان سنی‌مذهب، علم صادق و توانایی او در فقه را عالمگیر می‌داند و شاگردی ابوحنیقه و سفیان ثوری در نزد او را گواه عظمتش می‌داند. جعفریان همچنین نقل می‌کند که ابوزهره علمای اسلام را با تمام اختلافشان، دربارهٔ صادق متفق می‌داند. او همچنین دانشِ صادق را محدود به فقه و حدیث نمی‌داند و کلام را هم به آن اضافه می‌کند. همچنین در زمینه اخلاق و علل و انگیزه فساد آنها، آگاهی گسترده‌ای داشت. شهرستانی در کتاب ملل و نحل می‌نویسد صادق «در امور و مسائل دینی از دانشی بی پایان و در حکمت از ادبی کامل و نسبت به امور دنیا و زرق و برق‌های آن از زهدی نیرومند برخوردار بود و از شهوت‌های نفسانی دوری می‌گزید» ابوحنیفه نیز در وصف صادق، ضمن گزارش جلسه مناظره‌اش با او می‌نویسد: «من هرگز فقیه‌تر از جعفر بن محمد ندیدم». او همچنین برخی احادیث صادق را در کتاب «الآثار» خود جمع‌آوری کرده‌است. ابن خلکان، فضل صادق را مشهورتر از آن می‌داند که نیاز به توضیح داشته باشد. او جابر بن حیان را یکی از شاگردان صادق گزارش می‌کند که کتابی در هزار ورق تألیف کرده و در آن پانصد رساله از جعفر صادق را گنجانده‌است.

### شیعه
جعفر صادق آخرین امامی بود که هم شیعیان اسماعیلی و هم شیعیان دوازده امامی او را امام می‌دانستند. به گزارش شیخ مفید، علمای اسلام از کسی به اندازه صادق، حدیث نقل نکرده‌اند. عمرو بن ابی مقدام می‌گوید هر وقت جعفر صادق را می‌دیدم، می‌فهمیدم او از نسل پیامبران است. بنا بر آنچه در مناقب آمده‌است زید، عموی صادق، درباره‌اش می‌گوید: «در هر زمان مردی از ما اهل بیت است که خدا بدو بر خلق خود احتجاج می‌کند و حجت زمان ما برادرزاده‌ام جعفر است، آنکه او را پیروی کند، گمراه نگردد و آنکه مخالف وی بود، هدایت نشود.»
به عقیده شیعه، در جریان به آتش کشیدن منزل صادق به دستور منصور، نجات صادق به مانند نجات ابراهیم نبی از آتش، معجزه‌گونه بوده‌است. به گزارش کلینی، آتش به راهرو رسیده بود که صادق بیرون آمد و خطی جلوی آتش کشید و جسورانه در آن قدم گذاشت در حالی که می‌گفت «من پسر اسماعیل هستم. من پسر ابراهیم خلیل‌الله هستم.» همچنین بنابر روایتی که در منابع شیعی آمده‌است، داود بن علی — حاکم وقت مدینه — معلی بن خنیس — که ظاهراً از یاران صادق بوده — را کشت. صادق به مدت یک ماه در خانه ماند و به دیدار حاکم نرفت. داود او را احضار کرد اما صادق اطاعت نکرد تا اینکه حاکم، پنج نگهبان به خانه صادق فرستاد و به آنها دستور داد تا در صورت استنکاف صادق، سر او را از تن جدا کنند. بر طبق این روایت، صادق در مقابل نگهبانانی که حاضر به ترک خانه بدون حضور صادق نبودند، دست به دعا برداشت و سپس به آنها گفت: «برخیزید! آنکه شما را فرمان داده بود مرد!» احمدی گزارش می‌کند که از محمد بن قیس روایت شده که از صادق پرسید به چه نشانی می‌توان امام را شناخت. بر طبق این روایت، صادق دستش را بر ستونی کشید و ستون به صورت درخت، برگ و بار آورد.

### صوفیه
به عقیده باکلی، بیشتر شاخه‌های تصوف از موقعیت صادق برای پایه‌گذاری دکترین خود بهره گرفته‌اند. ستایش‌های فراوانی که از او در میان این آثار به عمل آمده‌است، بیانگر این موقعیت است. از جمله ابونعیم اصفهانی در کتاب حلیة الاولیاء — که یکی از اولین زندگینامه‌های اولیاء به‌شمار می‌رود — از صادق به خاطر تقوا و فروتنی و خلوت گزینی و کناره‌گیری از قدرت دنیوی تحسین کرده‌است. همچنین هجویری در کشف‌المحجوب از صادق به خاطر ظرافت سخن و آشنایی او به حقایق معنوی تقدیر کرده‌است. عطار نیشابوری در کتاب تذکره الاولیا از صادق به عنوان عارف، عاشق و کسی که معانی رمزی قرآن و جنبه‌های باطنی آن توسط او آشکار شده‌است، نام می‌برد. عطار در کتابش، نام صادق را به عنوانِ اولین نفر از اولیاء قرار داده‌است. او پیش از آنکه از احوالات صادق سخنی بگوید، در وصف صادق می‌نویسد:
اگر تنها صفت او گویم، به زبان و عبارت من راست نیاید که در جمله علوم و اشارات و عبارات بی تکلف به کمال بود، وقدوه جمله مشایخ بود، و اعتماد همه بر وی بود و مقتدای مطلق بود. هم الهیان را شیخ بود و هم محمدیان را امام، و هم اهل ذوق را پیشرو، و هم اهل عشق را پیشوا. هم عباد را مقدم، هم زهاد را مکرم. هم صاحب تصنیف حقایق، هم در لطایف تفسیر و اسرار بی‌نظیر بود.
مصباح‌الشریعه از آثار صوفیانه منتسب به صادق است که دربارهٔ معانی معنوی برخی احکام دینی و اخلاقی بحث می‌کند. ابوعبدالرحمان سلمی در طبقات، او را دارای «زهدی بالغ در دنیا و برخوردار از ورعی تام از شهوات، و ادبی کامل در حکمت» دانسته‌است. نویسندگان صوفی با وجود این که صادق را از صوفیه به حساب نمی‌آوردند، او را مرجع معنوی خود می‌دانستند. سفیان ثوری و عباد بن کثیر از بزرگان صوفیه، باوجود آنکه به خاطر پشمینه‌پوشی و ترک دنیا مورد انتقاد صادق بودند، از مریدان او به‌شمار می‌رفتند.

## سال‌شمار
سال میلادی
سال میلادی
توضیحات
- مقیاس نمودار در ردیف نخست با مقیاس ردیف دوم (مرتبط با حجت بن الحسن) یکسان نیست.

## یادداشت
1. ↑  ترجمه روایت: «مردی که در طلب معاش از دیارش مهاجرت کرده به هدفش خواهد رسید اما کسی که در کنار خانواده‌اش بماند زندگی طولانی تری خواهد داشت.» (Haywood، Jaʿfar ibn Muḥammad.)
2. ↑  به عربی: «ربی عصمنی من خلقه»
3. ↑  "the Learned One informed us"
4. ↑  "The Thiqa (truthful) Ja'far b. Muhammad himself told me that…"
5. ↑  بنا به روایتی که مجلسی آن را نقل کرده‌است از قول ابوحنیفه گفته می‌شود که «اگر صادق سه چیز را تدریس نمی‌کرد، می‌توانستم او را بپذیرم. اول اینکه خیر از جانب خداوند صادر می‌شود و شرّ از جانب بندگان. در صورتی که من می‌گویم بنده اختیاری ندارد و خیر و شر هر دو از جانب خداست. دوم اینکه در آخرت شیطان در آتش عذاب می‌بیند در حالی که من می‌گویم آتش او را نخواهد سوزاند همان‌طور که یک ماده نمی‌تواند به جنس خودش آسیبی بزند (اشاره به اینکه شیطان از آتش ساخته شده و آتش جهنم نمی‌تواند به او ضرر بزند). سوم اینکه خداوند قابل دیدن نیست چه در دنیا و چه در آخرت. در حالی که من می‌گویم چیزی که وجود دارد، باید دیده شود، اگر نه در این دنیا در دنیای آخرت.» در این هنگام شیخ بهلول که از اصحاب صادق بود کلوخی برداشت و بر سر ابوحنیفه کوبید و در حالی که فرار می‌کرد گفت: هر سه مردود است! بر طبق این روایت، ابوحنیفه از بهلول نزد خلیفه شکایت برد و خلیفه او را احضار کرد و پرسید چرا کلوخ را بر سر ابوحنیفه زدی؟ بهلول پاسخ داد: من نزدم. ابوحنیفه اعتراض کرد که تو زدی. بهلول پاسخ داد که خودت گفتی شر از جانب خداوند است و بنده اختیاری ندارد پس چرا مرا سرزنش می‌کنی؟ و خودت گفتی که یک ماده به جنس خودش آسیب نمی‌زند؛ بنابراین کلوخی که از جنس خاک است چطور به تو که از جنس خاکی می‌تواند آسیب بزند؟ و خودت گفتی که می‌توانی خدا را ببینی چون هر چیزی که وجود دارد باید دیده شود. حالا این دردی را که در سر توست را به من نشان بده. (رک: Donaldson, The Shi'ite Religion, 133-134.)
6. ↑  فَأَمَّا الْانسَانُ إِذَا مَا ابْتَلاهُ رَبُّهُ فَأَکْرَمَهُ وَ نَعَّمَهُ فَیَقُولُ رَبیِّ أَکْرَمَنِ(15) وَ أَمَّا إِذَا مَا ابْتَلاهُ فَقَدَرَ عَلَیْهِ رِزْقَهُ فَیَقُولُ رَبیِّ أَهَانَنِ(16)
7. ↑  وَ الَّذینَ کَذَّبُوا بِآیاتِنا سَنَسْتَدْرِجُهُمْ مِنْ حَیْثُ لا یَعْلَمُونَ (اعراف: 182)فَذَرْنی وَ مَنْ یُکَذِّبُ بِهذَا الْحَدیثِ سَنَسْتَدْرِجُهُمْ مِنْ حَیْثُ لا یَعْلَمُونَ (قلم: 44)
8. ↑  رد کردن قسمتی از قرآن با قسمت دیگری از آن.
9. ↑  ترجمه: سنّت بر کتاب (قرآن) داوری می‌کند.
10. ↑  کذب مفترع به معنای این است که کسی حدیثی از طریق کسی بشنود و در نقلِ حدیث، واسطه را حذف کند و وانمود کند که خودش شنیده‌است. این شیوه بعدها در کتب علم الحدیث به شدت نهی شده‌است.
11. ↑  در آغاز این کتاب حدیثی آمده به این مضمون که «کتاب خدا بر ۴ بخش است: عبارت، اشارت، لطایف و حقایق؛ عبارت برای همگان است، اشارت برای خواص، لطایف برای اولیا، و حقایق برای انبیا». (پاکتچی، جعفر صادق (ع)، امام.)
12. ↑  «ثُمَّ أَوْرَثْنَا الْکِتابَ الَّذینَ اصْطَفَیْنا مِنْ عِبادِنا فَمِنْهُمْ ظالِمٌ لِنَفْسِهِ وَ مِنْهُمْ مُقْتَصِدٌ وَ مِنْهُمْ سابِقٌ بِالْخَیْراتِ بِإِذْنِ اللهِ ذلِکَ هُوَ الْفَضْلُ الْکَبیرُ» ترجمه: «سپس این کتاب [آسمانی] را به گروهی از بندگان برگزیدهٔ خود به میراث دادیم [امّا] از میان آن‌ها عدّه‌ای بر خود ستم کردند، و عدّه‌ای میانه‌رو بودند، و گروهی به اذن خدا در نیکی‌ها [از همه] پیشی‌گرفتند، و این، همان فضیلت بزرگ است!»

## نکات
1. ↑  ابن المکرمة: پسرِ بانوی کریم